# 歌舞伎

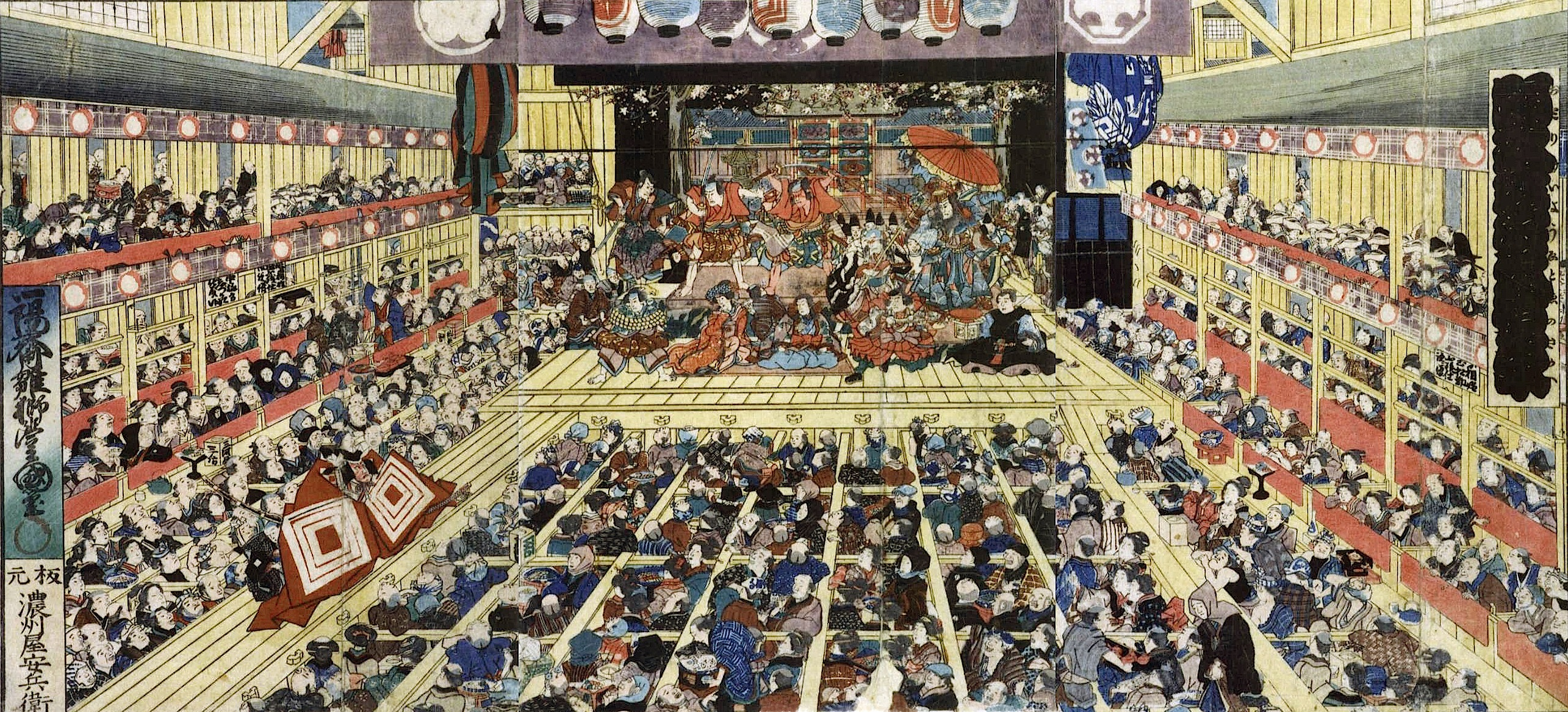
安政年间的市村座
----
出自：三代目歌川丰国所画大幅锦绘三枚续物。画中描绘了1858年（安政5年7月）在江户的市村座上演歌舞伎剧目《暂》的盛况。

歌舞伎（日语：／ kabuki）是日本独有的剧场艺术，同时也是日本的传统文化之一。它于1965年4月20日被指定为日本的重要无形文化财。 而由传统风格表演的歌舞伎于2005年被联合国教科文组织宣布为代表作， 2008年正式列入非物质文化遗产代表目录。

## 词源
在日语中，“歌舞伎”一词源自“／ katamuku”的古代读音“／ kabuku”。 从战国时代末期到江户时代早期，这个词广泛流传于京都和江户。它指代那种服饰华丽且配有奇异装饰，同时为人处世异于常人的行为。这样的人在当时被称为“倾奇者（／）”。
庆长年间，以“倾奇者”们那华丽的装束和夸张的行径为基础改编的“倾奇舞（／）”在京都风靡一时，并成为“歌舞伎”的雏形。
由于“倾奇舞”主要由女性表演，因此在当时这些舞蹈也被以“歌舞姬”、“歌舞妃”、“歌舞妓”等女性化的词语称呼。至江户时代，则逐渐统一使用“歌舞妓”来称呼。在江户时代，尚未出现现在所使用的“歌舞伎”一词，普遍认为这是后世产生的词汇。
不过，即使在江户时代，“歌舞妓”也只是一个俗称。 对于这种表演的正式称呼是“狂言”或“狂言芝居”。

## 历史

### 初创期

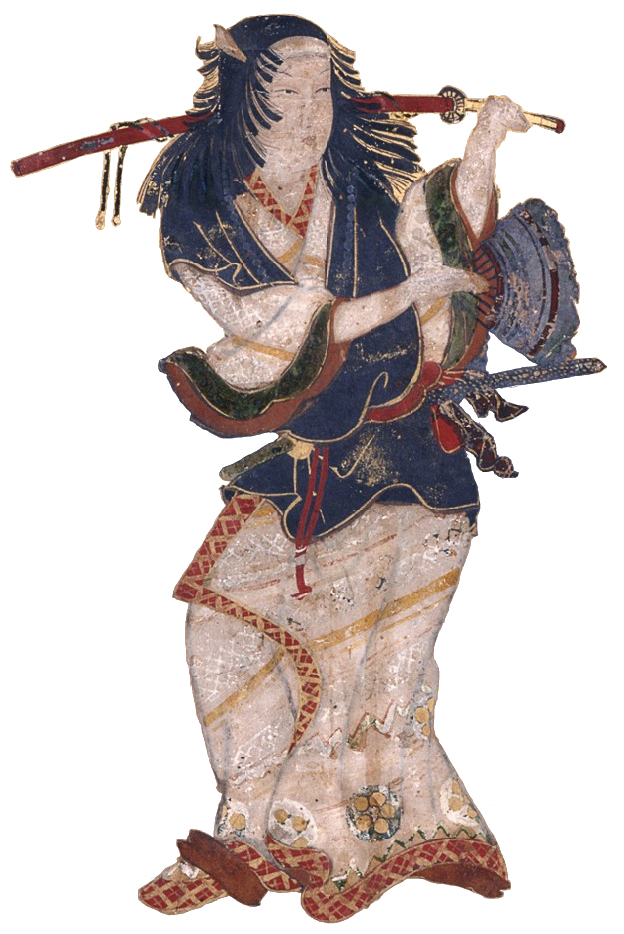
阿国（即今日所谓出云阿国）

歌舞伎源自倾奇舞，这是一名被称为“阿国（／）”的女性发明的舞蹈。在庆长8年（1603年）5月6日《庆长日件录》的一则女院御所的表演记录中，首次出现了这一名称。据此可以推断阿国等表演者在此之前一段时间就已经使用倾奇舞这一名称进行演出了。

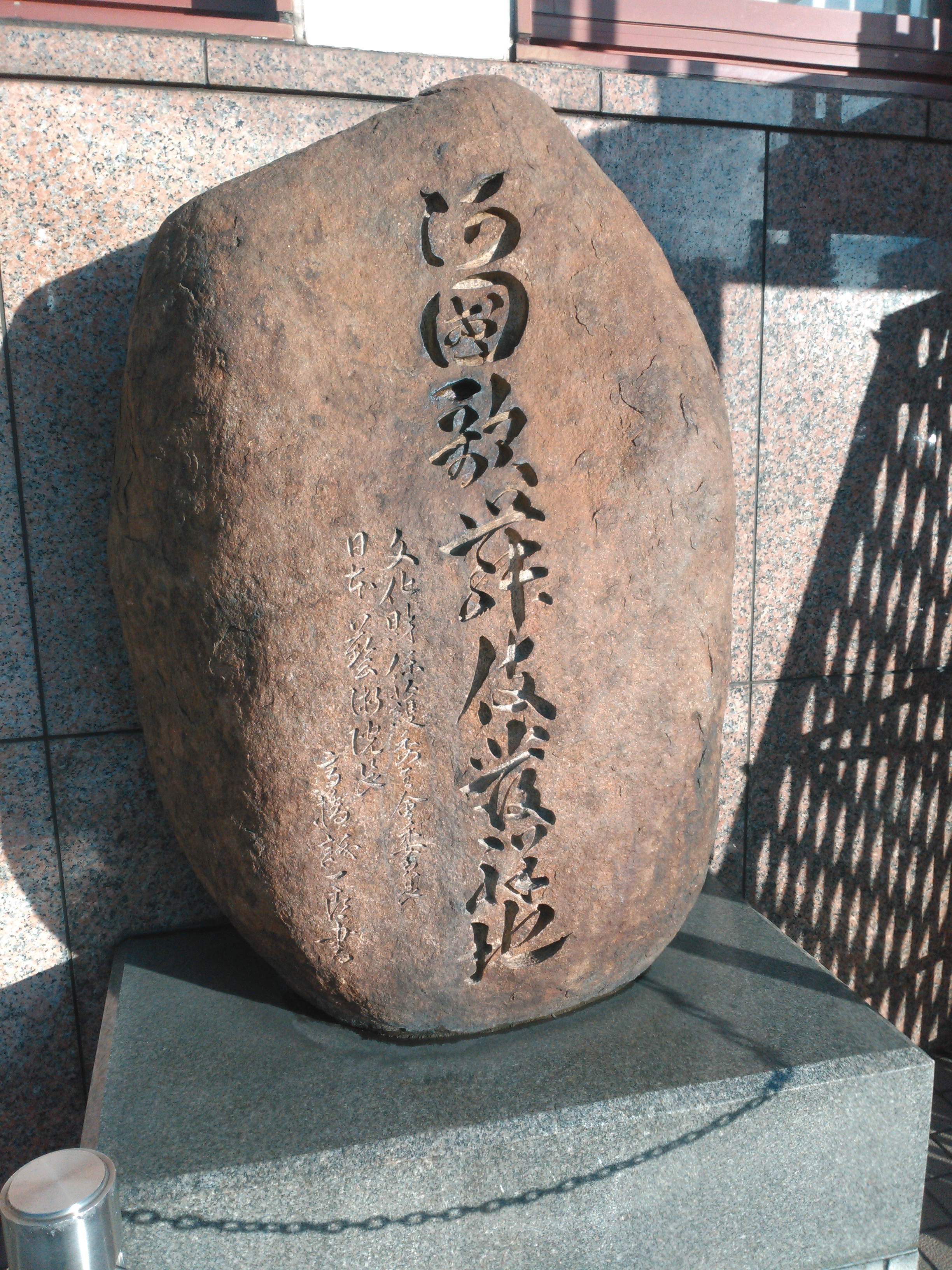
阿国歌舞伎发祥地之碑（日本京都市东山区，南座前）

据《当代记》记载，阿国的演出内容包含了倾奇者和茶屋的女子嬉戏的场景。此处所谓“茶屋”是指提供色情服务的场所，“茶屋的女子”则指的是妓女一类的人。如下文所述，倾奇舞在妓女中渐渐流行，而阿国的演出内容中也含有上述带有色情意味的场景，因此不能否认阿国本人可能也有作为妓女的一面。
在《时庆卿记》庆长5年（1600年）的记载中，有阿国表演“稚儿舞（／）”的描述，这说明倾奇舞可能是从稚儿舞演变而来的。但在表演内容上两者有质的不同，稚儿舞被认为是由美丽的少女表演的短小歌舞，倾奇舞则如上文所述包含了倾奇者在茶屋嬉戏的色情场景。
虽然现代人把阿国称为“出云阿国（／）”，但与她同时代的文献尚未出现这一名称，同时阿国是否出身于出云也有待考证。此外，当时的歌舞伎在能舞台演出，因此并没有设置作为现代歌舞伎剧场标配的花道。

### 游女歌舞伎与若众歌舞伎
随着倾奇舞的流行，许多女性和少年演出团体开始以“倾奇”为卖点。其中既有以稚儿舞为主的剧场，也有以杂技为主的剧场。
渐渐地，倾奇舞被妓院引入，形成了游女歌舞伎（／）。当時在日本各地的城下町有不少妓院，因此游女歌舞伎仅用了十年就传遍了全日本。今天作为歌舞伎的重要组成部分之一的三味线，也是从游女歌舞伎时代开始在舞台上使用的。在用虎皮豹皮打造的豪华舞台上，和着名家演奏的三味线（在当时还是新乐器），五六十名妓女同时登台表演，这样的演出往往能吸引数以万计的观众。
除此之外还有若众（12岁到17、18岁的少年）表演的若众歌舞伎（／）。这些演员年轻貌美，在演出的同时还普遍从事男色行业。江户时代有把男娼称作“阴间”的习惯，即与此有关。“阴间”就是指还在“阴之间”的演员，即还在培训不能登上舞台的演员。与遍布全日本的游女歌舞伎不同，若众歌舞伎仅分布在以京都、大阪、江户为代表的都市中。延续至今的像“音羽屋”、“成驹屋”这样的屋号，就源于当时演员所寄身的阴间茶屋的屋号。
但是，这些妓女和少年常常成为武士们互相争的导火索，甚至有刀剑相向的情况 ，因此游女歌舞伎和若众歌舞伎最终被幕府取缔 。一般认为，游女歌舞伎被取缔的时间是在宽永6年（1629年），但游女歌舞伎遍布全日本，应该难以在短时间内取缔，因此近年来也有幕府花费了10年时间渐渐规制的学说。而若众歌舞伎则一直流行到17世纪中叶，最终也被取缔 。
早期一些介绍歌舞伎的书籍认为若众歌舞伎是在游女歌舞伎被取缔后出现的，一些新研究则认为早在倾奇舞第一次被记载的庆长8年（1603年），就已经有关于若众歌舞伎的记载了。

### 野郎歌舞伎
歌舞伎在宽文（1661年~1673年）、延宝（1673~1681年）年间发展到鼎盛，学术界称这一时期的歌舞伎为“野郎歌舞伎（／，演员为剃月代头的成年男子）”。一些书籍中有若众歌舞伎被取缔之后，以“物真似狂言尽（／，指不卖弄色相而注重演员的演技和写实性）”为解禁条件，野郎歌舞伎得以出现的叙述。一些新研究则认为这一解禁条件并不存在，此外还有极力否定所谓“野郎歌舞伎”这一时期的存在的学说。
虽然该时代的剧本没有流传下来，但行当及演技类型的形成、歌舞伎狂言的创立、舞台幕的出现、野郎评判记的出版等都赋予了这个时代里程碑式的意义。此时的歌舞伎已经不仅仅是单纯的戏剧了。江户四座（后述）中除最早成立的猿若勘三郎座外，其他几座剧场也正是在宽文、延宝年间才开始有定期的演出的。

### 元禄时期

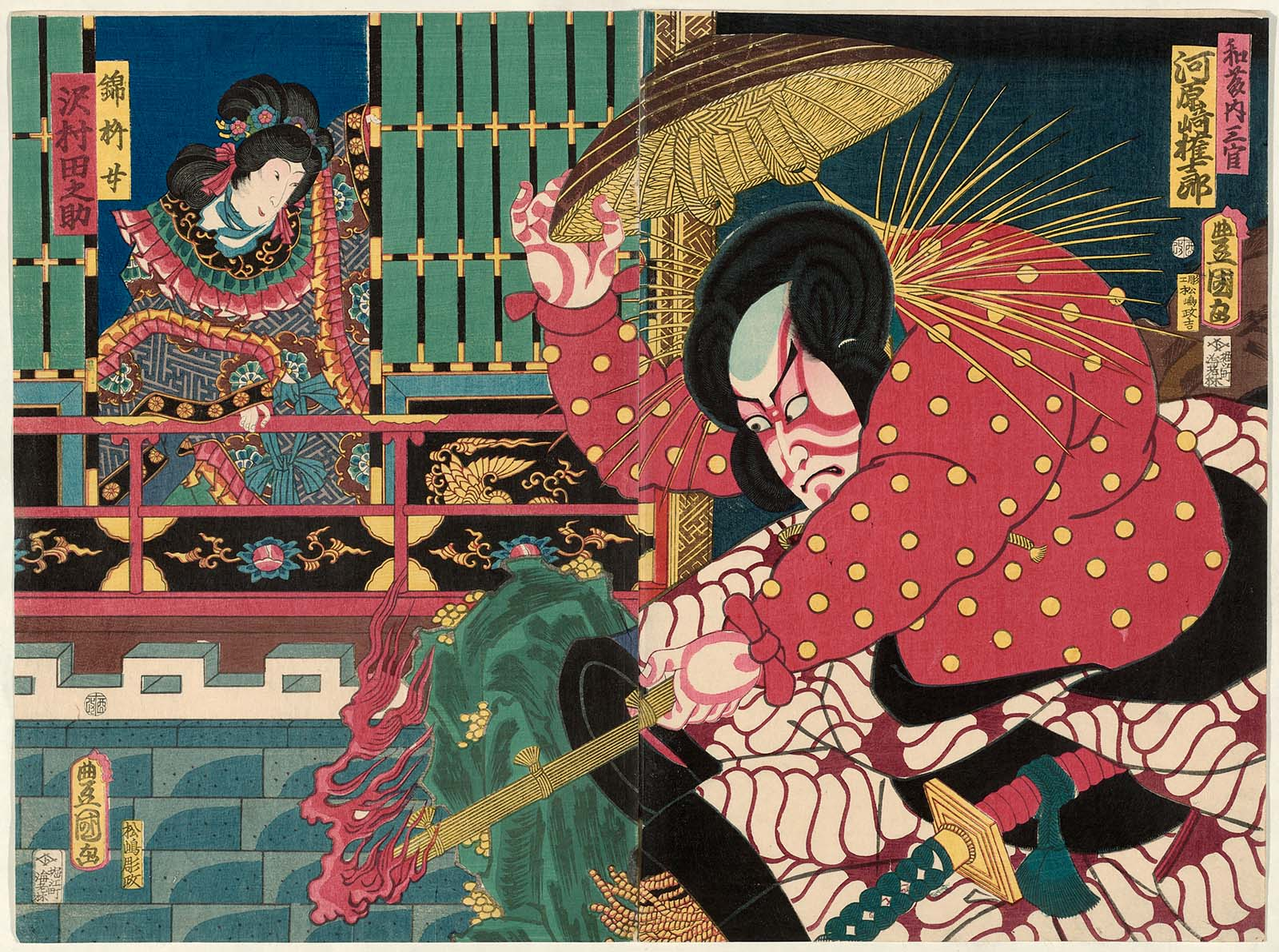
这幅由第三代歌川丰国创作的浮世绘描绘了这一时期流行的剧目《国姓爷合战》。图中人物为初代河原崎权十郎饰演的和藤内三官及第三代泽村田之助饰演的锦枡女

到了元禄时期（1688年~1704年），歌舞伎获得了跨越式的发展，因此这一时期的歌舞伎特别被称为“元禄歌舞伎”。
这一时期代表性的演员要数擅长荒事的市川团十郎（初代），以及擅长落难戏（／，剧情多为贵族因家境凋零而一时蒙受苦难）的京都的坂田藤十郎（初代）。被后世称为和事的艺术流派部分继承了藤十郎的表演风格，因而藤十郎被尊崇为和事的祖师爷。此外，芳香绫女（初代）的若女形（年轻女性角色）也获得了京都第一等的评价。
一些说法认为藤十郎和团十郎分别开创了和事和荒事两个流派，但在藤十郎所在的时代并没有他实际表演和事的记载。当时擅长表演落难戏的也不只有藤十郎。另一方面，荒事的开创经纬也缺乏定论，因此诸如“以团十郎扮演的坂田时标志了荒事的开端”、“荒事是模仿金平净琉璃而来的”等说法并不可靠。
剧作家近松门左卫门也是此时期的人物，他为初代藤十郎创作了不少剧目。近松门左卫门在人形净琉璃的创作上也发挥了极大的影响，与不少其他人形净琉璃作品一样，这些作品也被改编为歌舞伎剧目上演至今。此外，虽然近松门左卫门的《曾根崎心中》等世话物作品在现代更加有名，但当时流行的是以《国姓爷合战》为代表的时代物，《曾根崎心中》等作品直到昭和时代才重演。
在1680年左右的剧目中已经出现了七种行当，即立役（／，成年男性角色）、女方（／，女性角色）、若众方（／，美少年角色）、亲仁方（／，老年正面角色）、敌亲仁方（／，老年反派角色）、花车方（／，老年女性角色）和道外方（／，丑角）等。
受江户幕府禁令的影响，这一时期前后的剧目创作受到了限制。正保元年（1644年），幕府颁布了禁止使用同时代实际存在的人名的法令；元禄16年（1703年）又禁止将与赤穗浪士事件有关的时事改编为剧本。歌舞伎和人形净琉璃的创作不得不开始使用假名或假托时代背景。
同时，在这一时期，江户的歌舞伎剧场历经变迁，至延宝初期（1670年）仅存中村座、市村座、森田座、山村座等四座得到官方许可的剧场（合称江户四座）。正德4年（1714年），受江岛生岛事件波及，山村座被取缔。在之后的江户时期，江户只剩下三座官方许可的剧场（合称江户三座）继续运营。

### 享保 - 宽政时期

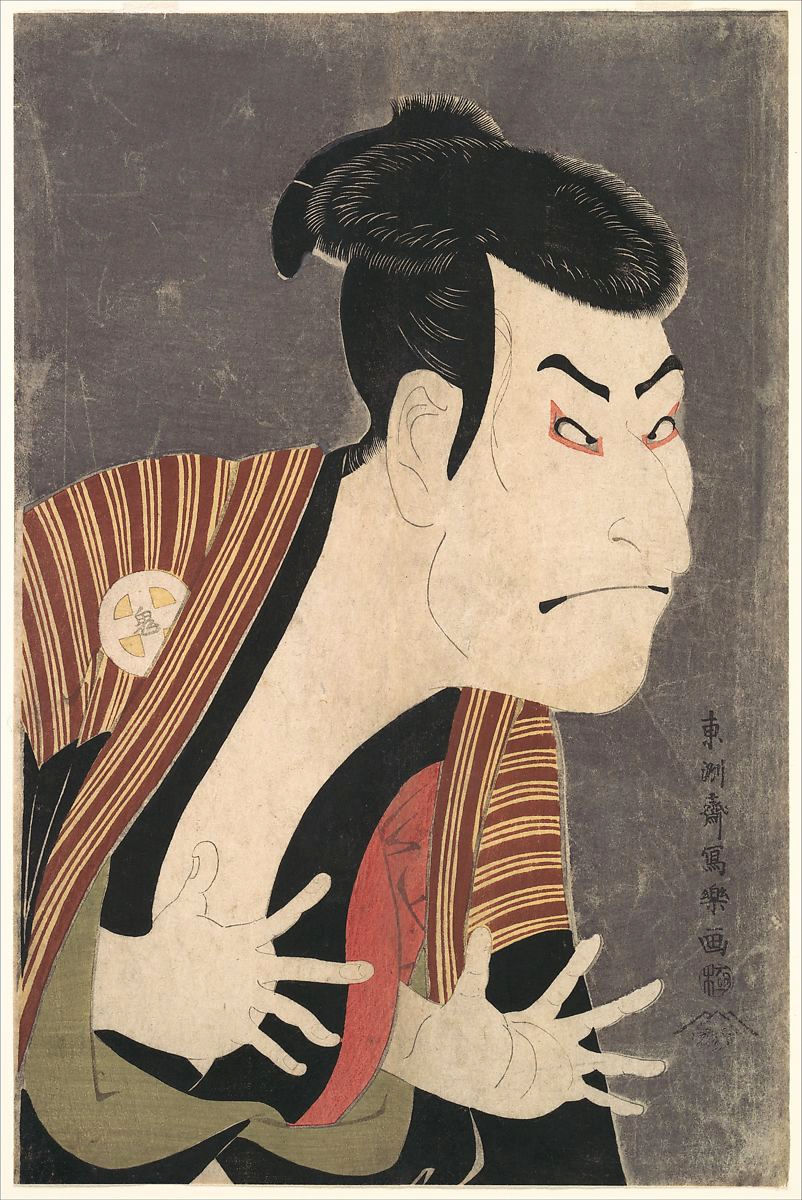
这幅由东洲斋写乐创作的浮世绘描绘了宽政六年（1794年）五月，在江户河原崎座上演的《恋女房染分手纲》的情景。图中人物为第三代大谷鬼次（第二代中村仲藏）饰演的江户兵卫

歌舞伎舞台从享保年间（1716年~1736年）开始得到发展。享保3年（1718年），一直以来在露天设置的歌舞伎舞台被装上了顶盖。这使得后世盛行的宙乘（悬空移动）和黑暗环境下的演出成为可能。在这一时期，花道也开始成为舞台表现的场所。舞台升降装置和旋转舞台也大概是从这一时期开始出现的。
宝历年间（1751年~1764年），在大阪的并木正三开始研究旋转舞台工艺，延续到现代的地下旋转等机制都是他开创的。这些对舞台装置的突破性创新，为歌舞伎的演出提供了独特的舞台空间。随后这些创新也流传到江户。这些发明使歌舞伎获得了其他戏剧形式所没有的特性，例如花道带来的深度空间效果、舞台升降装置带来的纵向空间效果、以及旋转舞台带来的场景变化效果。歌舞伎因此而进化为高级戏剧形式。

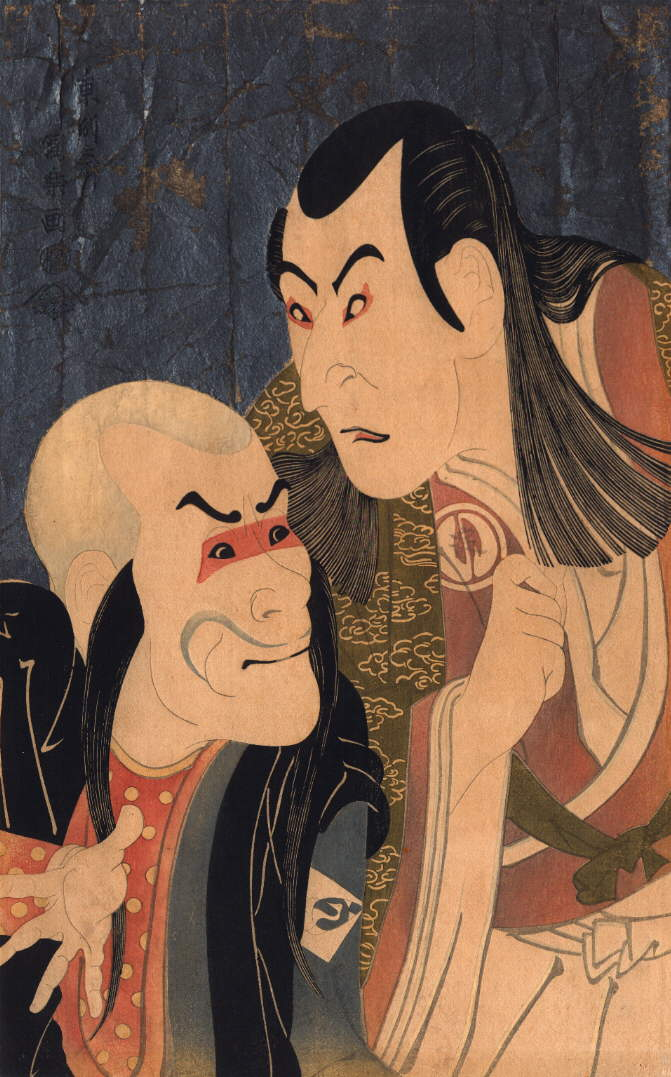
这幅由东洲斋写乐创作的浮世绘描绘了宽政六年（1794年）五月上演的《义经千本樱》的情景。图中人物为川連法眼（第二代泽村淀五郎饰）和鬼佐渡坊（初代坂東善次饰）。

在作品方面，“汲取趣向、汲取情节”的创作手法在18世纪正式确立。虽然在17世纪已经出现了这种手法，但当时不过是在再现特定演员的看家技艺或者人气场景。从18世纪开始，之前的所有作品才成为汲取的对象。与17世纪的剧目注重演员的看家技艺不同，18世纪的剧目更加重视剧情与趣味性。
这一时期在人形净琉璃的创作上也使用了“汲取趣向、汲取情节”的手法，并出现了义太夫狂言。这说明与后世人形净琉璃影响歌舞伎相反，在早期反而是人形净琉璃受到歌舞伎的影响，即“歌舞伎→人形净琉璃→歌舞伎”这样的关系。
1731年（享保十六年），濑川菊之丞（初代）从能剧《道成寺》得到灵感，成功创作《无间之钟新道成寺》。这部作品开创了歌舞伎舞踊的新时代。之后一些以道成寺为主题的舞蹈作品相继被创作出来，其中包括1753年在江户首演的《京鹿子娘道成寺》，这部作品直到现代仍在上演。由于当时的江户观众相比日本其他地方更喜欢舞蹈作品，上述的《无间之钟新道成寺》和《京鹿子娘道成寺》在江户大受好评。
至延享年间（1744年~1748年），出现了所谓“三大歌舞伎”，即《菅原传授手习鉴》、《义经千本樱》以及《假名手本忠臣藏》。这些剧目都改编自人形净琉璃，原作的首演时间分别是1746年、1747年和1748年。
1759年，并木正三创作了《大坂神事揃》。这部作品开创了“斩断情缘（／）”这一剧情类型。这类剧情主要表现女子在经历诸般变故后，在众人面前宣告自己与男子恩断义绝，男子受到冲击而大怒的场景。之后，一般有男子杀死女子的场景。

### 文化 - 幕末时期

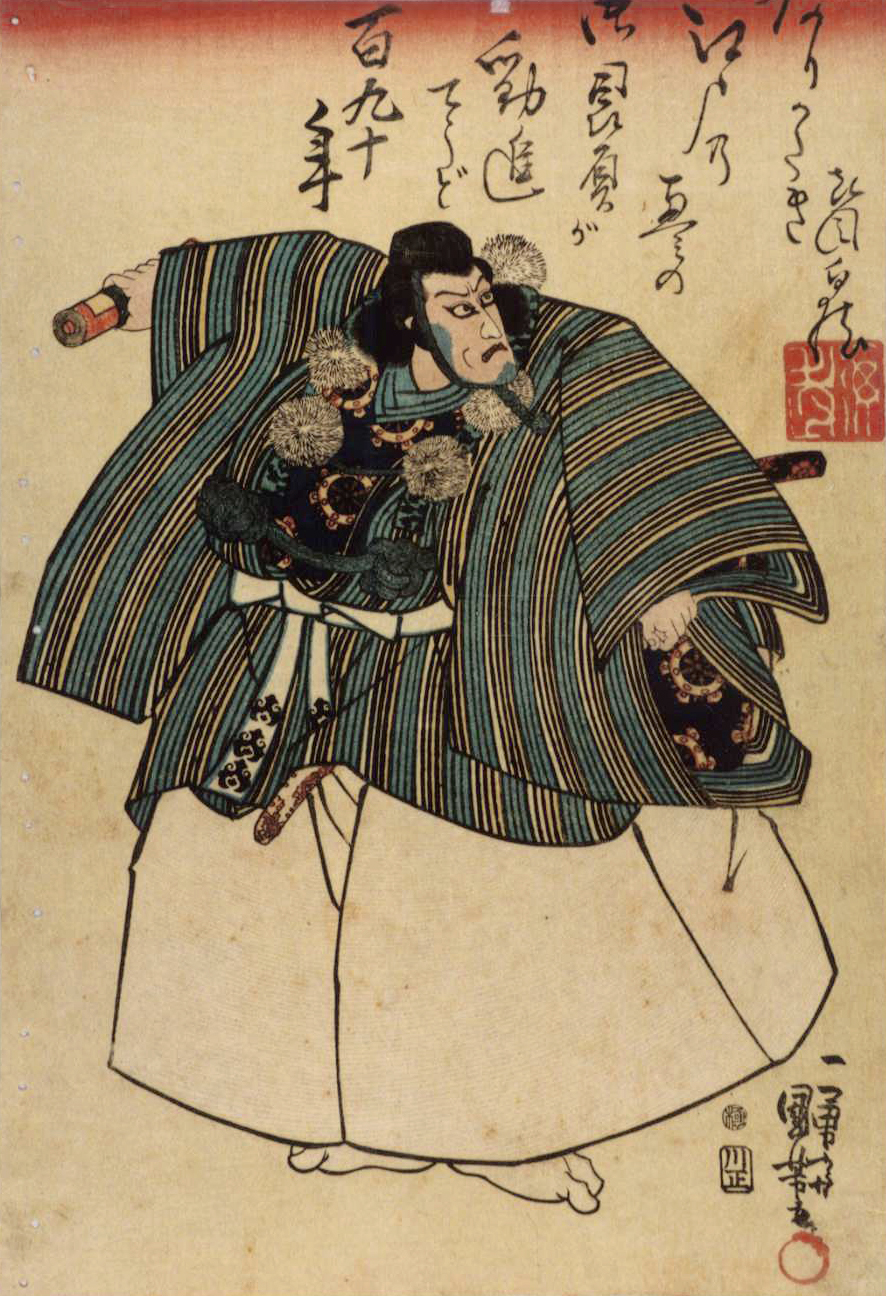
这幅由歌川国芳创作的浮世绘描绘了第五代市川海老藏饰演的弁庆。取材于天保十一年三月江户河原崎座首演的《劝进帐》。

在歌舞伎诞生后的很长一段时间，歌舞伎一直以京都、大阪为中心。文化文政（1804年 - 1830年）时期，第四代鹤屋南北在江户创作了《东海道四谷怪谈》、《于染久松色读贩》等作品，标志着江户歌舞伎全盛时期的到来。鹤屋南北也被视为生世话（取材于侠客或相扑力士间意气用事的争执，或是殉情事件的剧目）的开创者。
天保3年（1832年），在第七代市川团十郎（当时的艺名为第五代市川海老藏）发放给观众的印刷品中出现了“歌舞妓狂言组十八番”字样，此即歌舞伎十八番的原型。天保11年（1840年），以《劝进帐》的首演为标志，今天的歌舞伎十八番被正式固定下来。《劝进帐》也被视为松羽目物（改编自能剧的歌舞伎剧目）发展的开端。
第四代鹤屋南北以及名演员的去世，加上天保改革对歌舞伎的限制，令歌舞伎的发展进入一段时间的衰退期。受天保改革的波及，天保13年（1842年），第七代市川团十郎被以生活奢侈的罪名逐出江户，歌舞伎演员的社交范围及外出时的着装也都受到限制。此外，分散在堺町、葺屋町、木挽町的江户三座也和表演提线木偶的薩摩座、結城座一起被迫搬至江户城的外护城河之外。作为搬迁目的地的圣天町被更名为猿若町，以纪念江户剧场的先驱猿若勘三郎。
不过，江户三座的搬迁，使剧场间演员的相互出借因地理位置的集中变得便利，同时也避免了剧场受江户城区火灾的波及，歌舞伎演出因此可以稳定进行，反而促使江户歌舞伎进入黄金时代。
从幕末（1853年左右）到明治（1868年~1912年）初期，第二代河竹新七（本名默阿弥）创作了《小袖曾我薊色縫》（十六夜清心）、《三人吉三廓初買》（三人吉三）、《青砥稿花紅彩画》（白浪五人男）、《梅雨小袖昔八丈》（髮結新三）、《天衣紛上野初花》（河内山）等名作，奠定了明治歌舞伎全盛时期的基础。
江户时代的歌舞伎演员被归于贱民行列，受到弹左卫门（江户时代江户一代的贱民的总管）的管辖。1708年，由于小林新助的申诉，江户町奉行剥夺了弹左卫门对歌舞伎演员和木偶师的管辖权。1709年，饱受恶名的弹左卫门集誓死去，第二代市川团十郎以他为原型创作了反派角色意休。

### 明治时代之后
进入明治时期（1868年~1912年），出现了反映当时社会风貌的散切物（／）。这些作品虽然以明治时代为背景，并出现了西式物件和用语，但整体架构和表演形式并没有超越传统世话物的框架，因此与其说这种作品的出现是一种革新，到不如说它是追随当时潮流的产物。
1872年，新政府开始对歌舞伎的创作和演出提出干涉性要求，这些要求从根本上动摇了歌舞伎的传统价值。例如，新政府要求演出必须适合“上流人士和外国人”观看、要求废止虚构故事等。由于在江户时代现实题材的作品被禁止，因此虚构对歌舞伎来说是十分重要的手法。

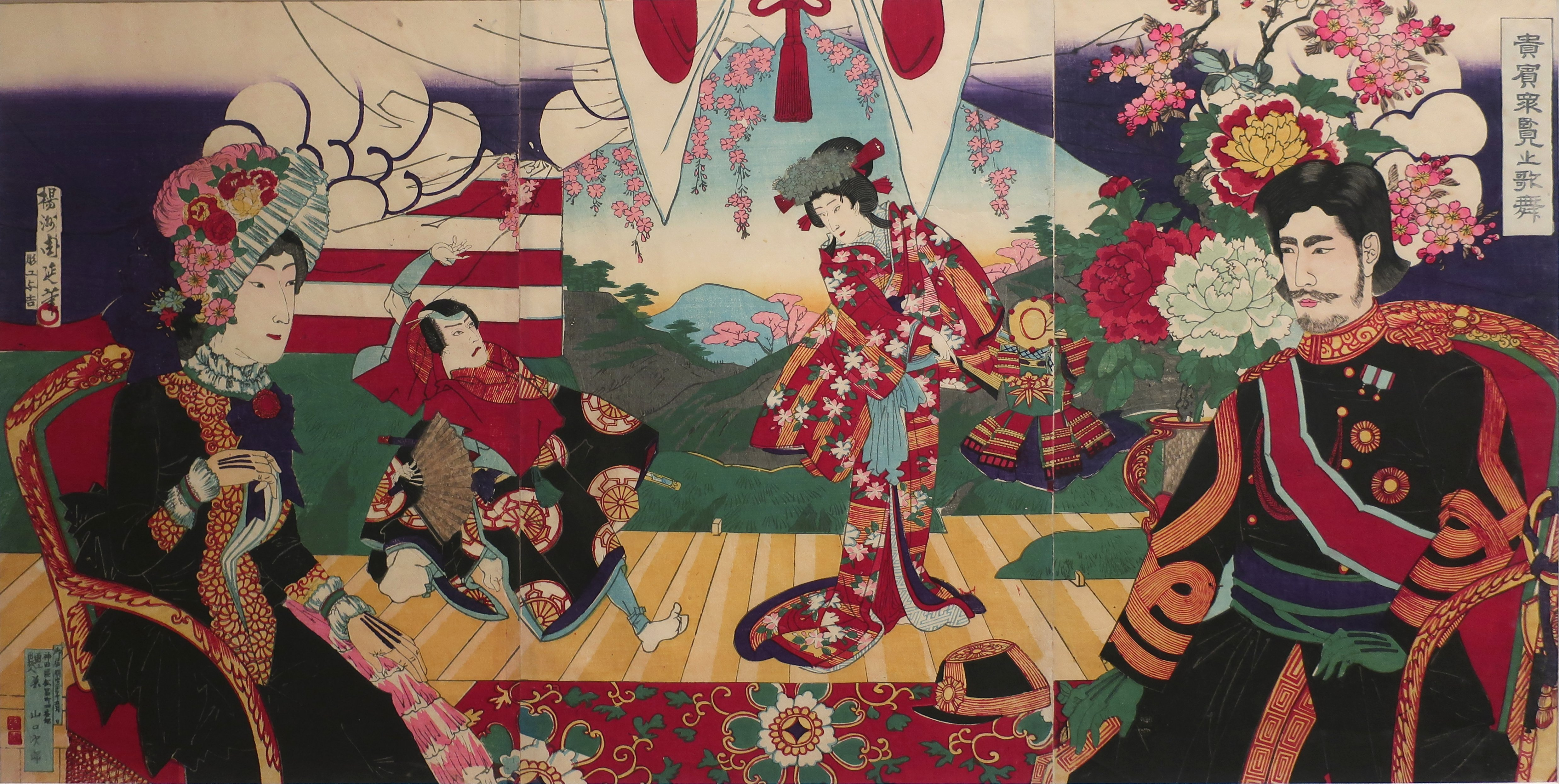
，杨州周延作。

明治19年（1886年），为“展现日本是与欧美比肩的发达国家”，演剧改良会成立，会员包含政治家、实业家、学者、记者等人士。次年，在演剧改良会的主导下，自歌舞伎诞生以来的首次天皇歌舞伎鉴赏会成功举办，使得歌舞伎演员的社会地位得到提高。
在这一时期，出现了一系列响应上述要求而创作的活历物（／），这类剧目的代表演员要数第九代市川团十郎。团十郎对剧目思想进行改良，以符合新政府的要求，并拒绝了一些与他的观念不符的歌舞伎特征，如七五调的美文、化浓妆、定型的动作等。相对地，他专注发展神态表演，即尽量减少台词和动作，而使用面部表情进行表演。
团十郎的这些改革在上层知识分子中获得高度评价，但大众却并不关心这种不同于传统的表演。不过团十郎对演技的注重还是渐渐赢得广泛的共鸣。但是在甲午战争前后的复古主义风气影响下，团十郎也开始表演传统的剧目，他认为除了剧情中过于低俗或不符合伦理的部份外，最好原封不动保留。然而由于创作方法受到活历物的影响，歌舞伎并没有完全恢复到原有的样子。团十郎的角色造型被应用到传统歌舞伎上，成为了现代歌舞伎演技的基础。
在剧场方面，明治22年（1889年），演剧改良会会员福地樱痴与金融业者千叶胜五郎合营设立了歌舞伎座。歌舞伎座汇集了第九代市川团十郎、第五代尾上菊五郎、初代市川左团次等知名演员，开创了所谓“团菊左”时代。然而，由于经营者的内部纷争，歌舞伎座于1913年（大正2年）被松竹收购。
歌舞伎座在歌舞伎的历史上留下了浓墨重彩的一笔。歌舞伎演员的阶层性被确立，而歌舞伎座，以及以歌舞伎座为据点的第九代市川团十郎和第五代尾上菊五郎役者正是其顶点。歌舞伎座带来的影响还有歌舞伎的中央集权化、改良演剧的确立、歌舞伎演出样式的美化等。
另一方面，在歌舞伎座设立初期，江户三座与千岁座（即后来的明治座）联手与歌舞伎座竞争（史称四座同盟）。大正时期（1912年~1926年），第六代尾上菊五郎和初代中村吉右卫门更是在市村座开创了被称为菊吉时代或二长町时代的辉煌时期。然而，江戶三座相继因失火等原因倒闭。昭和7年（1932年），以市村座的临时剧场失火，江户三座的历史正式宣告结束。
1928年，在苏联举行了歌舞伎公演。这是歌舞伎首次在日本境外举行的公演。
在19世纪末，出现了一种被称为“新歌舞伎”的新型歌舞伎剧目。这类作品以“使用近代的背景画和舞台照明”、上演非演剧界作者的作品和翻译剧、“发掘新观众”为特色，是“诉诸近代智慧与感性的歌舞伎”。以松井松叶的《恶源太》（1899年）和坪内逍遥的《桐一葉》（1904年）为开端，背景各异的作者创作了不少作品。过去，剧本创作采用首席作者领导，各剧场专属的剧本作者参与的模式，随着时代变化，外部剧作家的作品也得以上演。这赋予了东京歌舞伎更多的深度，使其在明治后期至大正时期进入“黄金时代”。除上述作品以外，这一时期还有冈本绮堂的《修禅寺物語》、《鸟边山心中》，真山青果的《元禄忠臣蔵》十部作等名作。
另一方面，由于对戏曲界一直以来的封建习气存在质疑，第二代市川猿之助开始组建春秋座。昭和6年（1931年），出于对歌舞伎界的封建制残余的反对，第四代河原崎長十郎、第三代中村翫右衛門、第六代河原崎國太郎等设立了前进座。

### 第二次世界大战后
随着太平洋战争的白热化，剧场被迫关闭或者限制上演剧目，歌舞伎的演出变得困难，不少人、物也因战火而蒙受损失。
第二次世界大战后，驻日盟军总司令以促进日本民主化和消除军国主义思想等理由，禁止上演表现为主君复仇或带有肯定身份社会内容的剧目。1945年11月15日，驻日盟军总司令以当时在东京剧场上演的《菅原传授手習鑑》寺子屋之段有反民主主义内容为由下令终止演出。11月20日，演出被迫中止。但是，得益于麦克阿瑟的副官鲍尔斯的进言，对古典剧目的限制被解除。昭和22年（1947年）11月，在东京剧场的汇演中，全本《假名手本忠臣藏》得以上演。
进入1950年代，日本人的闲暇时间日益增长，娱乐方式也日益多样化，职业棒球和休闲娱乐产业越来越受到关注，电影和电视也获得发展，作为过去主要娱乐方式的歌舞伎渐渐败下阵来。歌舞伎演员进入电影界、关西歌舞伎的衰落以及小剧场的消失等事件宣告歌舞伎变革时代的到来。
1953年（昭和28年）2月1日，NHK综合频道首次在电视上广播歌舞伎。
1955年，在当时与日本尚无外交关系的中华人民共和国举行了歌舞伎公演。这是继苏联公演之后，歌舞伎在日本境外举行的第二次公演。此后，歌舞伎在日本之外举行了多次公演。截止至2018年，歌舞伎已在日本境外97个城市举行了115次公演。
1960年代至1970年代是第二次世界大战后歌舞伎的全盛期，这一时期的歌舞伎经历了许多新的变革。特别是歌舞伎传统样式的重要性得到广为认可，这种重要性自明治以后一直被轻视。
昭和37年（1962年），第十一代市川团十郎袭名以后，歌舞伎的人气得到了恢复。除团十郎外，第六代中村歌右衛門、第二代尾上松緑、第二代中村鴈治郎、第十七代中村勘三郎、第七代尾上梅幸、第八代松本幸四郎、第十三代片岡仁左衛門、第十七代市村羽左衛門等人才也活跃在舞台上。
昭和40年（1965年），歌舞伎被指定为日本的重要无形文化财（传统歌舞伎保存会的会员共同被认定为保持者）。次年，国立剧场开幕，并成功上演了全本复活剧目。为培养未来的歌舞伎爱好者，国立剧场还面向高中生开设了歌舞伎教室。同时，得益于由电影院改造而来的大阪松竹座，以及福冈的博多座相继开业，歌舞伎的演出机会日益增多。第三代市川猿之助通过复活剧目的表演，唤起了业界对过去被轻视的彩活的重视。猿之助还在歌舞伎的演出形式上进行创新，强调大胆的演出，开创了超级歌舞伎这一新演出形式。
2000年代，第十八代中村勘三郎演绎的Cocoon歌舞伎、平成中村座的公演、以及第四代坂田藤十郎等复兴关西歌舞伎等事件，都获得了不少关注。在歌舞伎的演出方面，蜷川幸雄和野田秀树等现代剧演出家登上歌舞伎舞台。与江户时代相比，现代歌舞伎的舞台设备已全然不同。不少以传统歌舞伎为核心创作的现代剧得到上演，使得歌舞伎与现代社会的适应获得认可。
以传统风格表演的歌舞伎在《保护非物质文化遗产公约》生效之前的2005年（平成17年）被宣布为代表作，并列入《人类非物质文化遗产代表作名录》。这事实上确立了歌舞伎非物质文化遗产的地位。2009年（平成21年），歌舞伎被正式列入名录。

## 剧目

### 分类
现代歌舞伎剧目可分为歌舞伎狂言（／，带有剧情的歌舞集剧）和歌舞伎舞（／，在歌舞伎剧中表演的舞蹈，也可以单独表演）两大类。
歌舞伎狂言，又可依其内容分为时代物（／）和世话物（／）。时代物包括以江户时代之前的史实为样板创作的写实风格作品，以及以在江户时代的公家、武家、僧侣阶层发生的故事为素材，时代背景假托为中世以前而创作的作品。而世话物则是描写江户时代的市井生活的作品。
在时代物中，以大名纷争为背景的作品被称为御家物（／），描写飞鸟时代至平安时代的作品被称为王朝物（／）。而在世话物中，写实要素尤为强烈的作品被称为生世话物（／）。明治时期，作为世话物的分支，又出现了描写当时社会风貌的散切物（／）。
歌舞伎狂言还可以依作品的起源分类。改编自人形净琉璃剧目的作品被称为丸本物（／）；原作是能或者狂言，以与原作接近的形式上演的作品被称为松羽目物（／）。丸本物又被称为义太夫物、义太夫狂言等。与丸本物相对的，专门为歌舞伎创作的剧目被称为纯歌舞伎（／）。
活历物（／）是明治时期产生的，对歌舞伎中适合近代社会的内容加以改造而产生的剧目的总称。新歌舞伎（／）是明治后期至昭和初期，与剧场不具有联系的独立作者创作的歌舞伎剧目的总称。此外，第二次世界大战战中至战后以来创作的剧目，为区分于新歌舞伎，而被称为新作歌舞伎（／）或单纯称新作（／）。
歌舞伎狂言的分类方法因人而异，除时代物和世话物外，还有加上御家物分为三类的分类方式。

### 特征
与其他戏剧类型相比，歌舞伎的剧目有几个特征。首先歌舞伎狂言以被称为“世界（／）”的设定为基础构成。“世界”是指观众所熟知的传说、故事或者历史事件，从而对故事发生的时代、场所、背景、人物进行限定。例如“曾我物”、“景清物”、“隅田川物”、“义经物（判官物）”、“太平記物”、“忠臣蔵物”等。不同“世界”都有各自特定的设定。由于观众大多熟悉这些设定，因而可以更加轻松地理解剧情。由于世界只不过是剧作的基础，在遵顼设定的最基本元素的前提下，创作上可以有极大的自由，一些登场人物的基本设定与原作不同的情况也并不少见。
有些作品将几个世界相互组合，这被称为交织（／）。虽然不同世界的地点和时代各异，但正如上文所述，世界不过是创作的题材，因此融合几个世界创作一个作品也不是问题。
江户时代创作的剧目还具有篇幅长、主线剧情中穿插着大量支线剧情、不同场面使用不同演出风格（时代物和世话物）等特点。篇幅长是因为当时的歌舞伎从日出上演到日落。而支线剧情多、演出风格多变则是为了满足各类观众的需求。
江户时代后期以后，大型剧目的全本演出（称为“／”）已经变得稀有，更为多见的是在一次演出中依次表演数个剧目的人气片段（称为“／”）。过去有将演出剧目依次称为“一番目”（时代物）、“中幕”（所作事或者是独幕的时代物）、“二番物”（世话物）的习惯，这一习惯一直延续到昭和初期，到现代已经消失了。

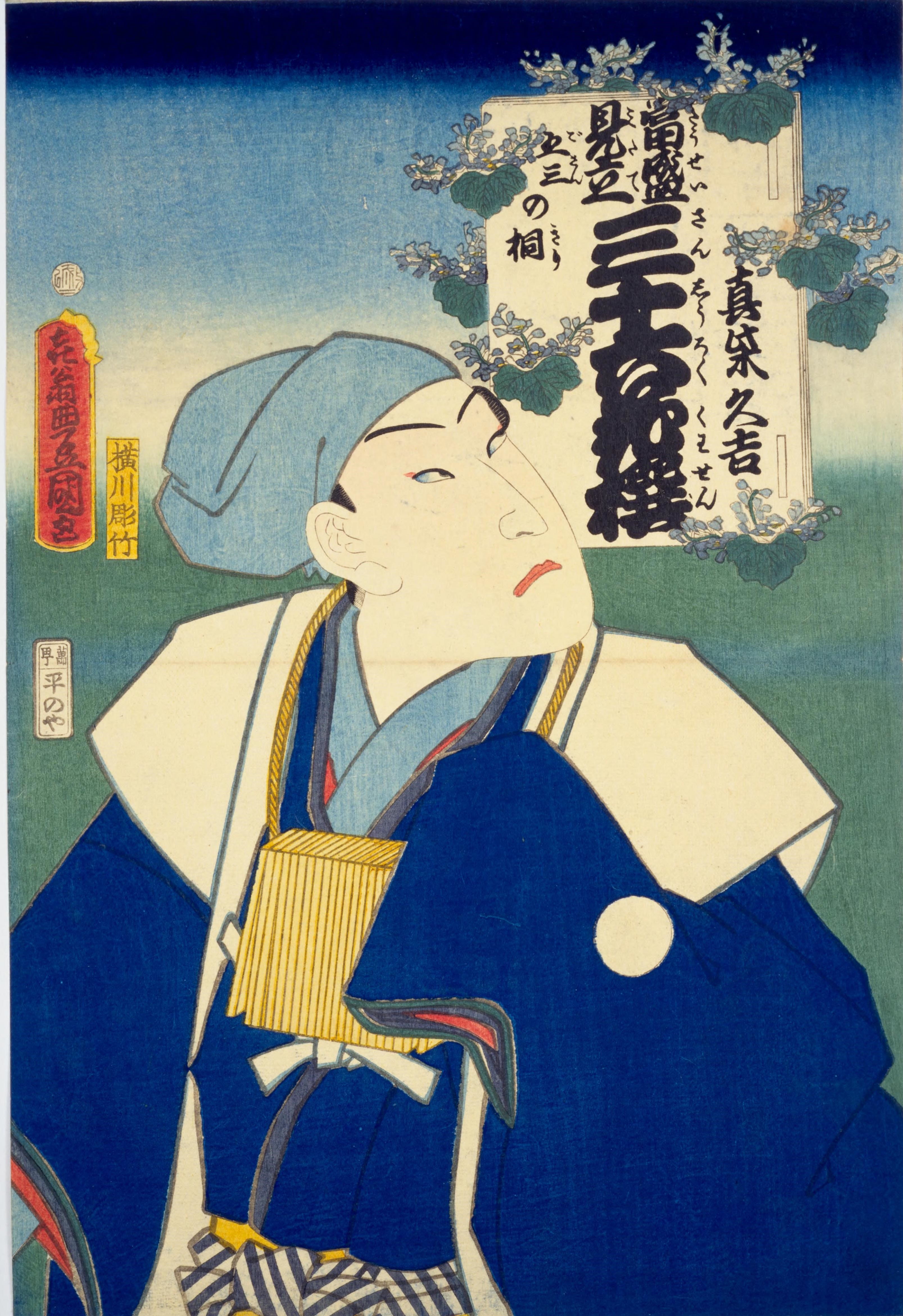
在《楼门五三桐》登场的真柴久吉，实际原型为丰臣秀吉。

在江户时代，由于幕府禁止将同时代的人物或事件用在戏剧上，为回避限制而为登场人物起假名，或者假托过去的时代背景的手法也是歌舞伎的特征之一。但即使是假名，也不过是类似将羽柴秀吉（／ Hashiba Hideyoshi，即丰臣秀吉）称为“真柴久吉（／ Mashiba Hisayoshi）”这样的改变，因此观众可以很容易理解作者真正想指代的人物或事件。

### 剧目名和通称
江户时代歌舞伎狂言的剧目名被称为外题（／ gedai）。为求“不能分割”之吉利含义，外题多为奇数个汉字。同时，为追求新奇，剧目名大量使用借字和借音，使得剧目名常常难以认读。因此，在外题旁通常还附有易于理解的通称，在这种情况下，为了和通称相区别，原本的外题会被称为本外题。例如《青砥稿花红彩画》（／）的通称就是《白浪五人男》（／）。
此外，对于一些具有人气的场景（段、场、幕），除了剧目的通称外，有时还有场景自己的通称。如作为《楼门五三桐》（／）第二幕返幕的《南禅寺山门之场》（／）的通称是《山门》（／）；《义经千本樱》（／）第四段最后一场的通称是《四之切》（／）。
上文中的返幕（／）是指一场闭幕后不安排幕间时间，而是立即响起乐器的演奏声，在准备好以后以及开幕的演出形式。切（／）是指义太夫狂言某一段的最后一场，如“四ノ切”即为第四段的最后一场。《义经千本樱》第四段的切由于有精彩的彩活演出而经常被上演，因此“四ノ切”也特指该场。
有观点认为外题这个词是艺题（／ geidai）缩短后的产物。也有观点认为这个词起源于日本古代到中世时期的绘卷物外侧的较短的标题，这一标题被称为“外题”，与此相对内侧的较为详细的题目被称为“内题”。“外题”本来是关西歌舞伎的用词，江户歌舞伎对应的用词是名题（／ nadai）。有观点也将名题这个词视为内题（／ naidai）缩短后的产物，而将关西的“外题”和江户的“名题”结合起来看，又佐证了绘卷物起源说。

## 名迹

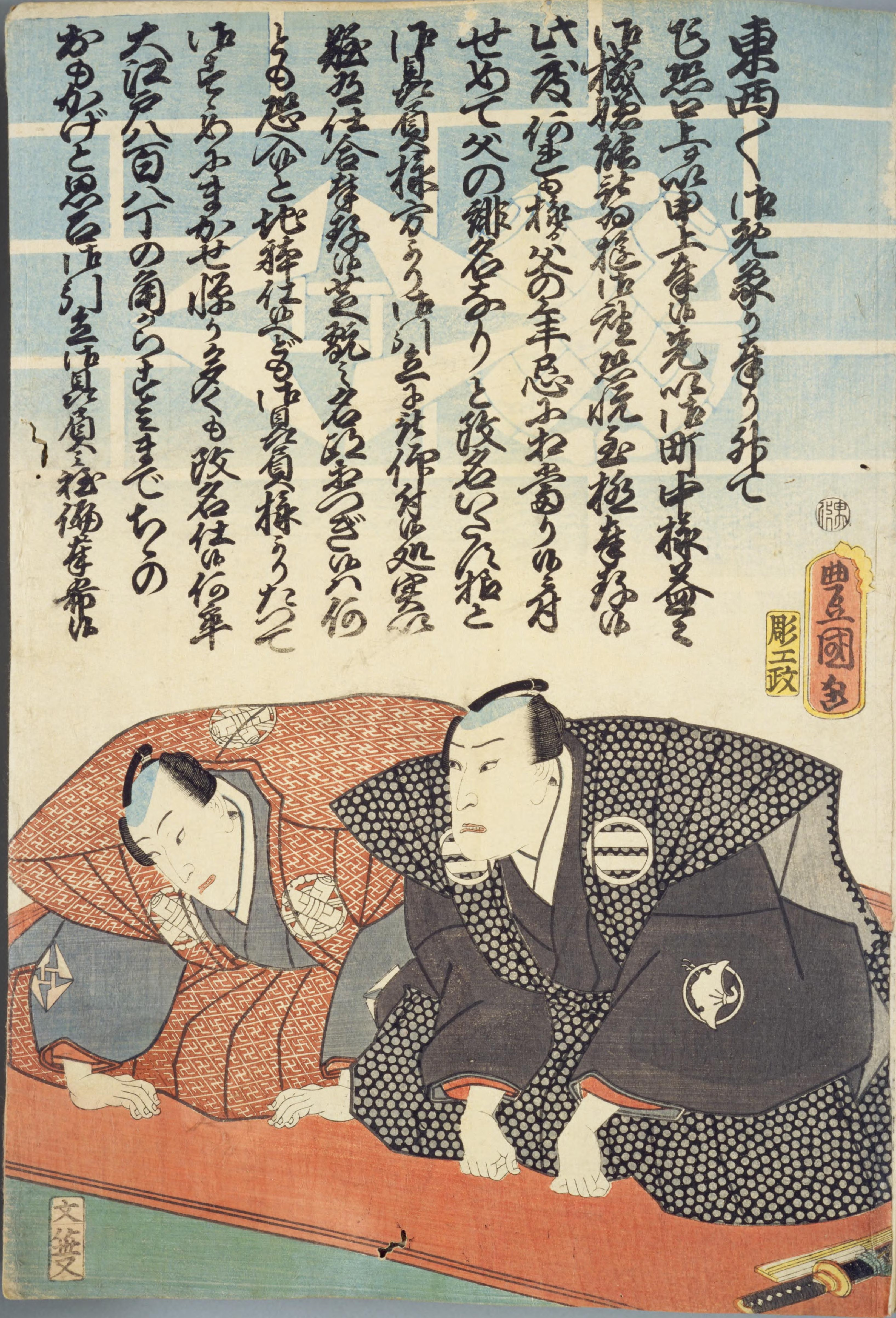
东洲斋写乐创作的，描绘了1860年第四代中村芝翫袭名时的情景。

像市川团十郎这样的歌舞伎演员的艺名被称为名迹（／），名迹是代代相传的。继承名迹被称为袭名（／），演员在积累了演出经验后，可以从低到高依次继承不同等级的名迹。虽然一般由亲生子继承名迹，但也有由养子、兄弟或者有实力的弟子等继承名迹的案例。这里所说的养子并不局限于法律意义上的养子，也可以指艺养子。
歌舞伎演员除了名跡外，还根据所属的流派有不同屋号（／）。在歌舞伎表演中有大向（／，观众席后方的站席，引申为常在此处的老观众）等向演员发出喝彩的传统，此时所喊的一般不是名迹而是屋号。
除了世袭之外，国立剧场也在募集歌舞伎演员和乐师的研修生。第二代市川笑也、第二代市川月乃助、第二代市川春猿等都是非歌舞伎世家出身 ，通过研修而成为歌舞伎演员的。第五代市川三升原本是银行工作人员，入赘市川宗家后经过研修，在29岁才进入歌舞伎行业。还有第九代市川中车，他作为第三代市川猿之助的儿子 ，长时间以本名香川照之在电视剧等领域活动，2012年才进入歌舞伎业界。

## 舞台

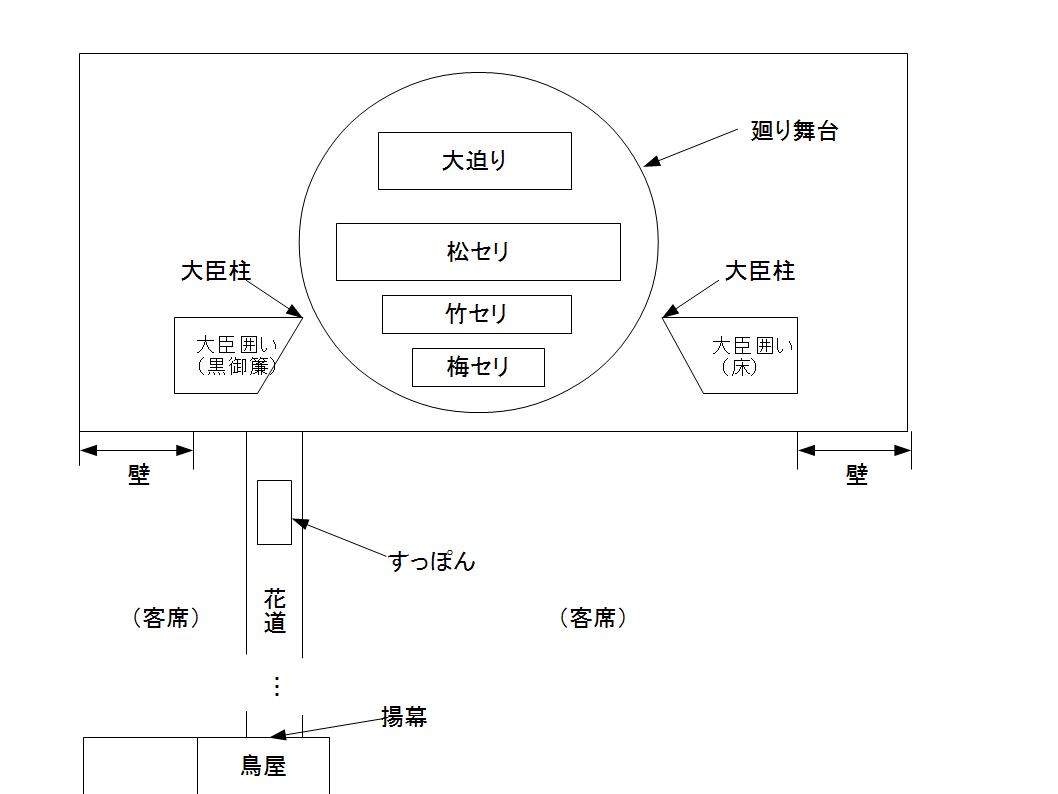
歌舞伎座的舞台平面图。

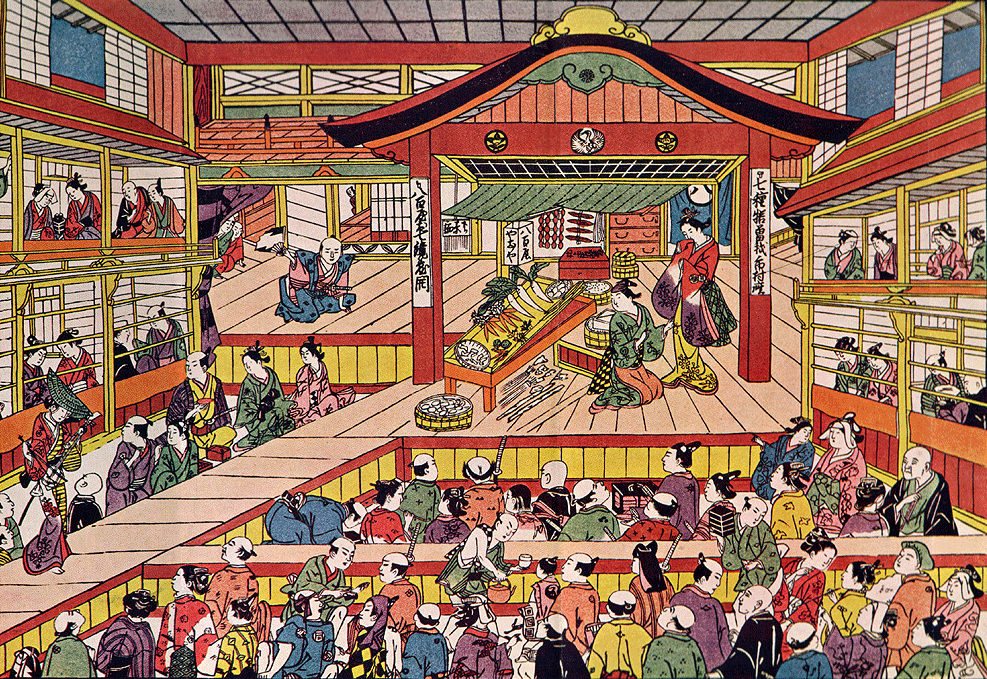
奥村政信创作的的。描绘了宽永年间的葺屋町市村座。

### 舞台的构造
歌舞伎的舞台布局如右图所示。从观众席看向舞台，右侧被称为上手（／），左侧被称为下手（／）。
花道（／）是位于下手的纵贯观众席的通道形舞台。正面的舞台被称为本舞台（／）。花道不仅被用作演员进出场的场所，还会在此展现一些重要的演技。由于花道紧邻观众席，因此可以展现极富感染力的演技。

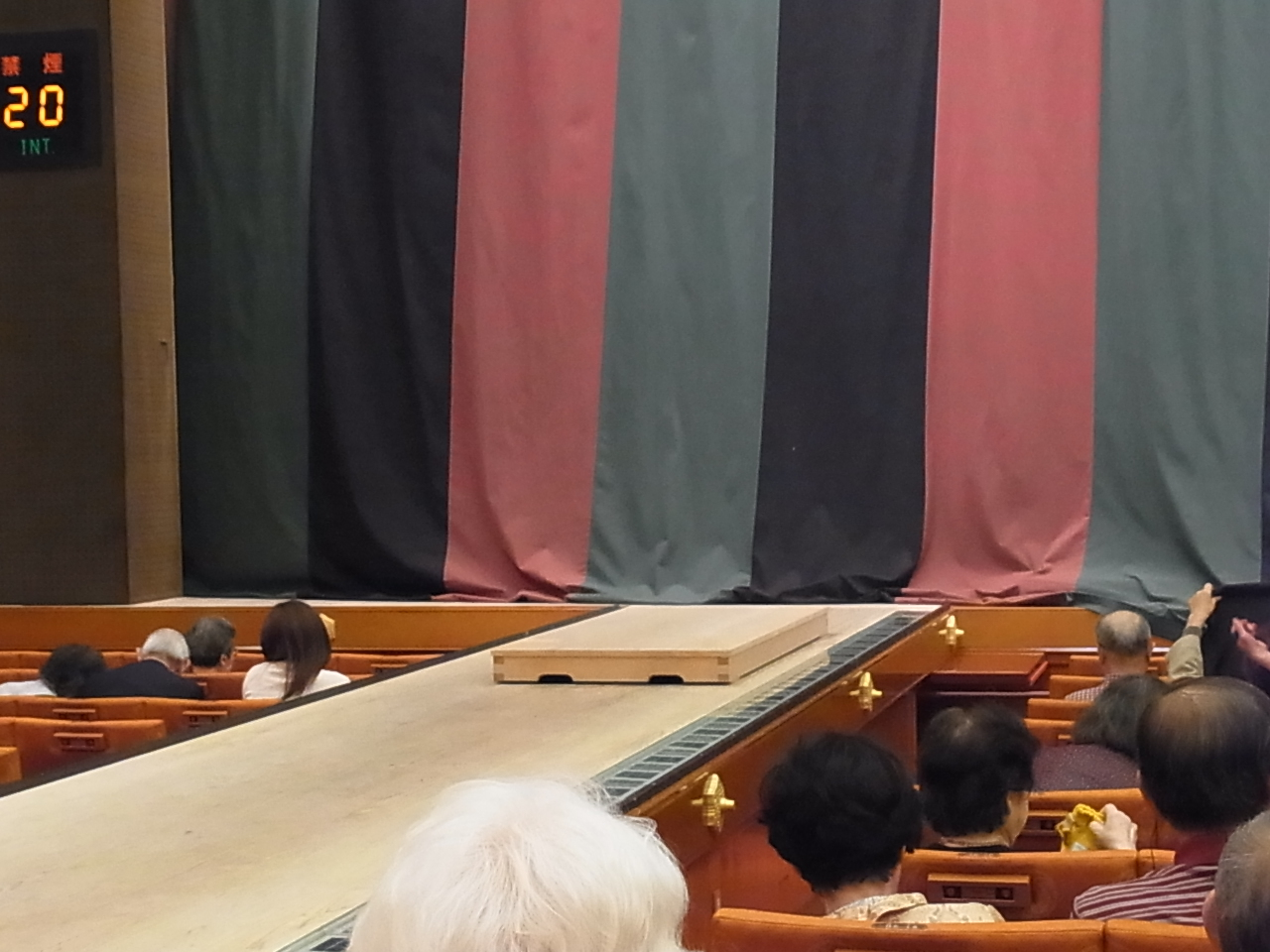
歌舞伎座的花道。

舞台的两侧有大臣围（／）。由于下手侧的大臣围是演奏太鼓、长呗、效果音等的场所，因此外侧悬挂着黑色帘子（／）。此处也被称为黑御帘（／）或者下座（／）。在这里演奏的音乐被称为黒御帘音乐或者下座音乐。另一方面，在上手侧的大臣围二层是进行义大夫狂言说唱和三味线伴奏的地方，被称为床（／）。大臣围边缘的柱子被称为大臣柱（／）。如今的大臣柱只是普通的柱子，而在历史上作为歌舞伎舞台原型的能舞台中，大臣柱起到了支撑舞台顶盖的作用，当然在一些历史悠久的歌舞伎舞台上大臣柱也起着支撑顶盖的作用。
在花道上与舞台相对的另一端，有演员进出场用的小屋，被称作鸟屋（／），鸟屋的入口挂有起到遮挡内部作用的扬幕（／）。如果把花道从本舞台到扬幕十等分，则十分之三的位置（实际指从此处到舞台的一段）被称为靠近舞台的七三，十分之七的位置则被称为靠近扬幕的七三，在花道上的表演多在这两处（尤其是前者）进行。在靠近舞台的七三处设有鳖活门，这是一种升降装置，主要用于饰演妖怪或者幽灵的演员的进出场。虽然通常只在下手侧设置花道，但根据剧情需要，也有在上手侧设置花道的情况，这种花道被称为临时花道（／）。
“七三”一词曾经特指靠近扬幕的七三，直到大正时期才出现了也用来指代靠近舞台的七三的用法。这种用法的出现，可能源于为照顾难以看到靠近扬幕的七三的二楼观众，而将花道演出位置调整为靠近舞台的七三的举措。也可能是出于无知的记者的误用。此外鸟屋是关西歌舞伎特有的说法，在江户这间房屋也被称为扬幕。
日本的房子的地板一般比地面高出许多，因此许多舞台地板也建得比地面高。这种舞台被称为二重舞台（／），简称二重（／），因此大道具类也被称为二重。根据大道具的高度，可分为常足、中足和高足三类。可以依据剧情需要选择合适的道具。

### 舞台装置

#### 旋转舞台
旋转舞台（／）是位于本舞台中央，可以在水平面旋转的舞台。在旋转舞台的前台面和幕后面同时布置两个场景，通过旋转舞台可以快速切换场景。通常演员位于旋转舞台上与舞台一起旋转。即使前台的演出正在进行，也可以在旋转舞台的幕后面撤下上一场的布置并准备下一场的布景。作为歌舞伎的看点之一，旋转舞台在旋转时往往既不关灯也不落幕，从而给观众留下场景切换的印象，这种手法被称为明转（／）。此外，在表现恶人策划诡计的场景时，可以将恶人与受害者两个场面置于旋转舞台两侧来回展示，这种手法俗称转台。因为在转回一开始的场景时有时光倒流的感觉，从而可以表现两个场面的同时性。

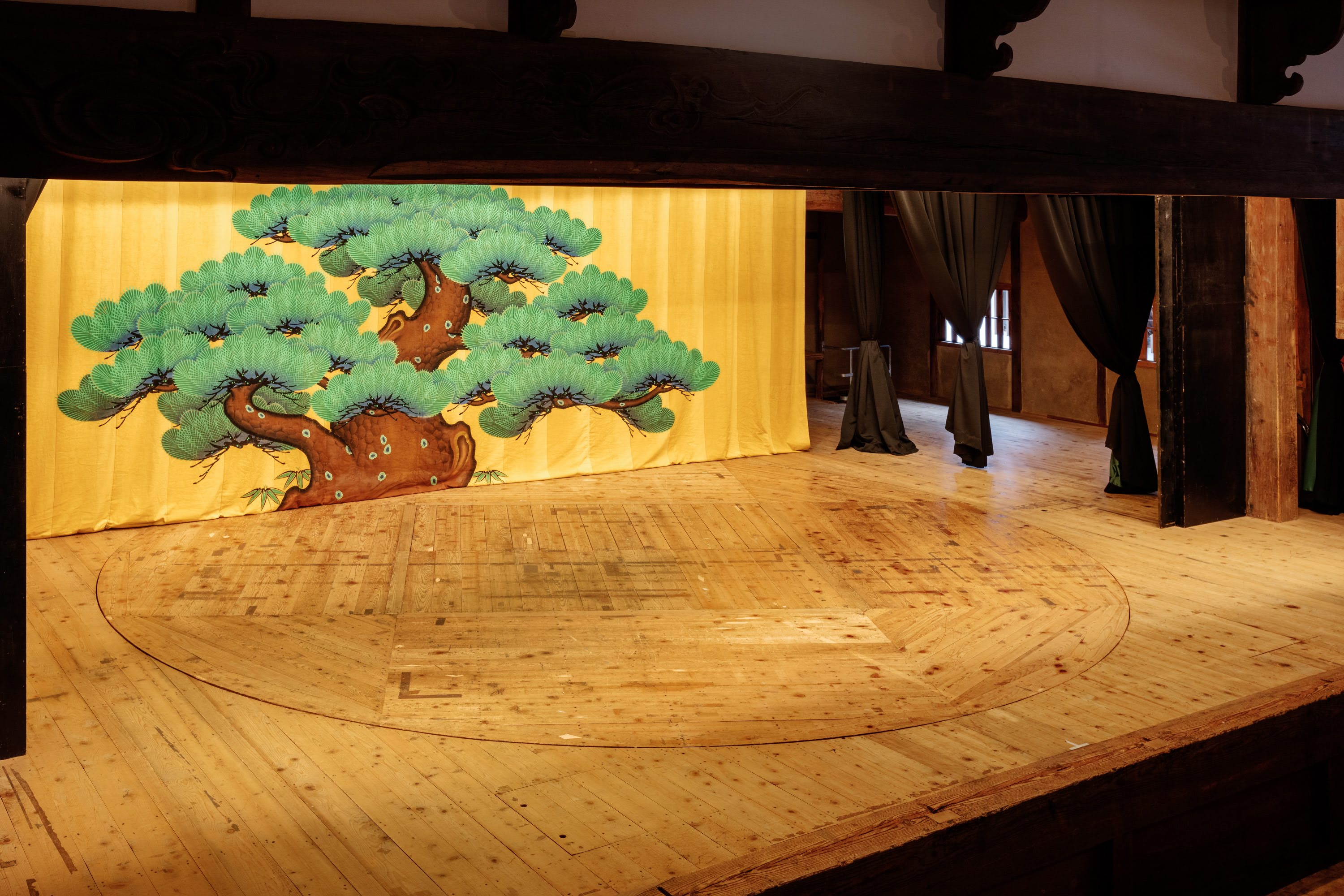
位于日本岐阜县各务原市村国座的旋转舞台。

此外，在像《佐仓义民传》的子別、《入谷》等场景中，存在通过略微转动旋转舞台展示建筑物侧面的表现手法。这种手法被称为半回（／）。歌舞伎以外的剧场道具通常只做出外侧，而在歌舞伎中则有像此类建筑物一样有一定厚度的道具，有时甚至连里侧也一起被制作了 。

#### 迫
迫（／）是指升降装置。作为进出场的形式之一，通过升降装置，可以把演员从被称为奈落（／）的地下空间运至地面或运松回去。此外，通过将大道具运输至地面，可以带来具有冲击力的演出效果。旋转舞台带来了水平方向的变化，迫则带来了垂直方向的舞台变化，二者结合共同创造出舞台的立体感。迫的配置和数量因剧场而异，图中描绘的是歌舞伎座的布局。虽然如今许多戏剧都在使用旋转舞台和迫，但这些装置最早是在享保年间引入歌舞伎的。

#### 幕布
将歌舞伎舞台与观众席分开的幕布被称为定式幕（／）。定式幕是一种横向移动的拉幕。如今的定式幕图案为三色纵纹，颜色从左到右依次为黑色、柿色、葱绿色（歌舞伎座和京都南座等）或柿色、黑色、葱绿色（国立剧场和大阪新歌舞伎座等）。平成中村座是是一个例外，定式幕颜色从左到右依次是黑色、白色、柿色。

如今在定式幕之上还有卷幕（／），卷幕是上下开闭的，开启卷幕后就会露出定式幕。在观众入场后和长时间的幕间，卷幕都处于闭合状态，并在在演出开始前一段时间被拉起，到开演时间后，定式幕自下手侧向上手侧被拉开，演出正式开始。

歌舞伎座和京都南座的定式幕。起源于森田座。

国立剧场和大阪新歌舞伎座的定式幕。起源于市村座。

平成中村座的定式幕。起源于中村座。

在江户时代，只有得到幕府许可的剧场可以使用拉幕，因此定式幕被视为得到官方许可的剧场标志之一。在江户得到幕府许可的剧场只有三座，前述的三种样式的定式幕分别源自森田座、市村座和中村座。不过拉幕的形态因地域而异，例如在关西使用的是纯海军蓝色的，从中央分开的幕布。
另一方面，未得到幕府许可的剧场由于受到诸多限制而不能使用拉幕，转而使用可以上下拉动的帘子作为替代。歌舞伎使用卷幕的历史虽然可以追溯至此，但现代歌舞伎使用的卷幕的起源其实是明治12年新富座的赠幕（观众赠送给剧场老板或者演员的豪华幕布）。
根据演出需要，其他种类的幕布也会被使用。浅葱幕（／）正如其名是一种浅葱色的幕布，设置于定式幕之后。浅葱幕有两种用法。如果将浅葱幕顶部悬挂于舞台上方，只需放开悬挂的部分就可以让幕布落下。在定式幕横向展开的过程中，悬挂着的浅葱幕可以暂时遮挡演员和背景，等到定式幕完全展开后再落下浅葱幕，从而使舞台一瞬间展现在观众面前，令观众留下深刻印象，这种用法被称为振落（／）。浅葱幕的另一种用法是将上端固定在舞台上方并卷起幕布，在表演过程中瞬间方下幕布遮挡舞台，这种用法被称为。
还有作为背景使用的道具幕。道具幕包括浪幕（／）、山幕（／）、纲代幕（／）等类型，分别用来表现海浪、山、墙壁等。黑幕（／）是一种纯黑的幕布，用来作为表现夜色的背景。这些幕布也和浅葱幕一样有“振落”的用法。
此外还有专门用于遮挡的幕布。消失幕（／）在被杀死的人物退场时使用。霞幕（／）在竹本和清元等演奏者出入场，以及在未演奏时用于遮挡。在時代物中使用的消失幕为红毛毯，在世话物中则使用黑布。霞幕是在白布上绘制淡蓝色的云制成，因形如霞而得名。还有演员补妆时使用的化妆幕，这是一种红色的幕布，在《鸣神》等古风作品中会被使用。

#### 照明
歌舞伎古典剧目追求均一的照明，使舞台上没有任何影子。因此，一般剧场除正前方的照明外，在舞台上和舞台两边也会设置大量光源。第五期歌舞伎座设有7排顶灯和5排吊灯。顶灯不是用作工程光源，而是作为演出过程中的光源使用。

### 独有元素

#### 后见

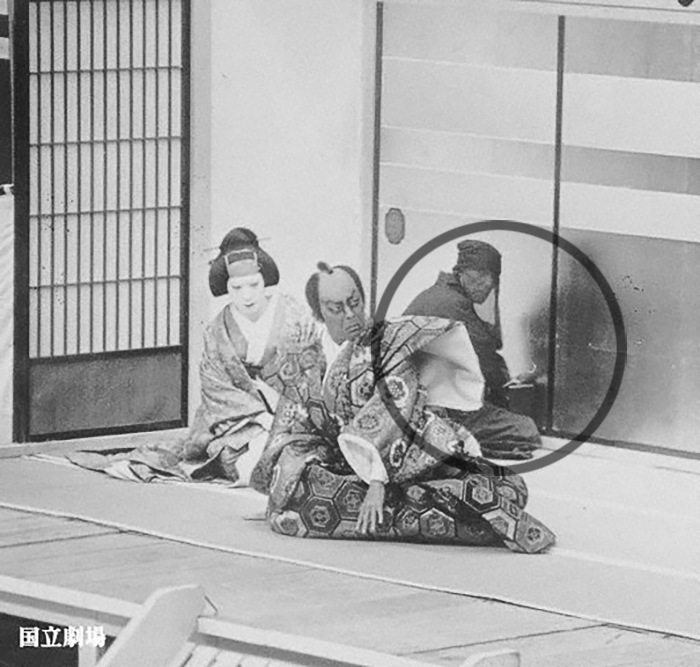
舞台上的黑衣

在歌舞伎的舞台上，负责向演员传递小道具等辅助工作的人员被称为后见（／）。其中全身用黑衣包裹的后见被称为黑衣后见（／），或者简称黑衣（／）。通常在戏剧演出中只有演员能登上舞台，而在歌舞伎中以黑衣为代表的后见会出现在观众目光所及的地方，而观众在理解剧情时应忽视后见的存在。
除黑衣以外，还有身着纹付袴的着付后见（／）后见以及身着裃的裃后见（／）。此外还有在海或者水边场景登场的身着蓝色服装的波后见（／）和在雪的场景登场的身着白色服装的雪后见（／）等。雪后见也被称为白衣（／）。波后见是幕末出现的，白衣的出现则要到明治以后了。

#### 拍子木
在歌舞伎的演出中还使用拍子木（／），拍子木也称柝（／）。用两枚拍子木被互相敲打，可以作为演出开始或者落幕的信号。拍子木还可用来强调动作或物体的声音，如结合演员的踏步击打拍子木，这种用法被称为付，此时拍子木击打的是地板上设置的被称为付板（／）的木板。

#### 见得
见得（／）是指在剧情发展到高潮时，演员摆出特定姿势并静止不动的表现手法，类似于电影中的定格动画，多用来展现演员形象或舞台绘画。

#### 六方

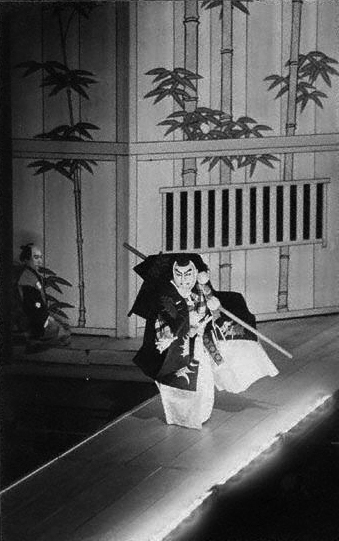
《劝进帐》中弁庆退场时的“飞六方”表演是经典的场景。图为第二代市川猿之助饰演的弁庆在进行“飞六方”表演。

六方（／）是荒事的表演方式之一，通过向“天地东西南北”六个方向大幅摆动手部和腿部，来夸张地体现人物的侠义或勇气。早期六方在演员出场时进行，到了后期只在从花道退场时进行。

#### 隈取

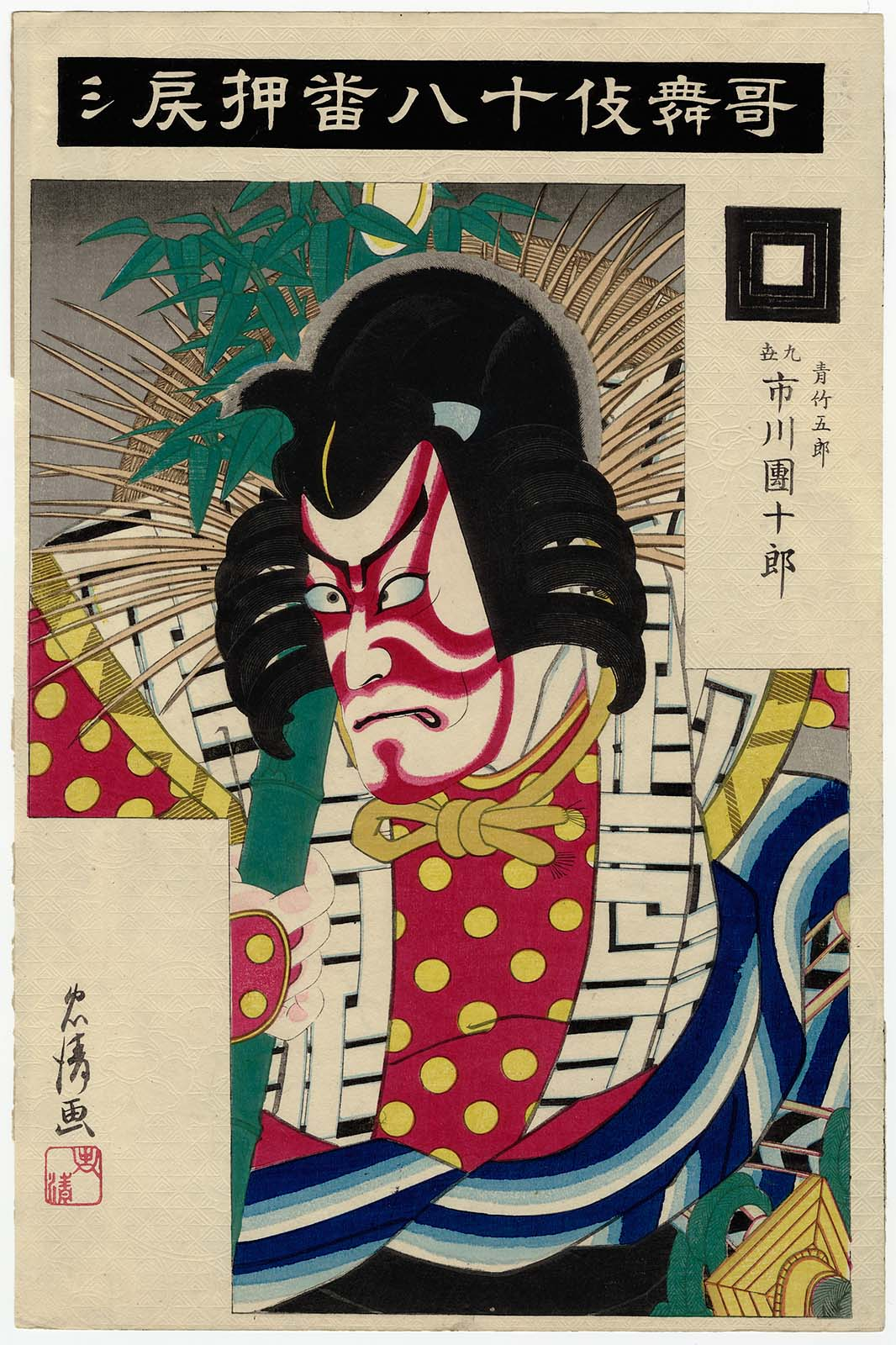
隈取的例子

隈取（／）是一种主要在时代物中使用的化妆方法。通过在脸上绘制线条，以夸张表现血管和肌肉。根据角色的不同，隈取的颜色也有所不同：如红色系多代表正派人物，蓝色系多代表反派人物，褐色系多用来代表鬼怪等。

#### 外连
外连（／）指宙乘（／，将演员吊起在空中移动）或早替（／，演员快速变装饰演不同角色）等，使用机关给观众惊喜的彩活表演。

## 歌舞伎音乐
在歌舞伎表演中会使用各式各样的音乐，这是由于歌舞伎剧目中既有专为歌舞伎创作的剧目，也有从人形净琉璃改编而来的剧目，再加上舞蹈，使得歌舞伎必须包含适应多种演出形式的音乐。这些音乐大致可以分为演唱的长呗和说唱的净琉璃两大类。演奏家们被称为地方（じかた）。

#### 长呗
长呗（／）是作为歌舞伎的伴奏而得到发展的音乐，在歌舞伎舞踊（如《劝进帐》、《连狮子》等）中作为伴奏使用。与囃子方一起负责下座音乐。

#### 义太夫节
在人形净琉璃表演中，义太夫节（／）起着推动剧情发展的作用。歌舞伎中改编自人形净琉璃的剧目（如《义经千本樱》、《假名手本忠臣藏》等）也同样使用义大夫节。在人形净琉璃中，角色的台词和旁白全部由义太夫节的太夫（说唱者）负责，在歌舞伎中台词则主要由演员负责，太夫只负责旁白。为了区分二者，歌舞伎中的义太夫节被称为竹本。在义太夫狂言中，义太夫节一般在舞台上手上方的专用场所内演奏，该场所被称为床（／）或者竹本床。

#### 常磐津节・清元节
常磐津节（／）和清元节（／）都是净琉璃的一种。与发祥自大阪的义太夫节不同，二者因发源于江户而被称为“江户净琉璃”。与厚重的义太夫节不同，二者具有轻妙洒脱的艺术风格，清元节更具有细腻的独特韵味。常磐津节和清元节在歌舞伎舞踊中被使用。

#### 其他
除上述音乐类型以外，还有使用大薩摩節、河東節、新内節等的剧目。此外，作为江户浄瑠璃的一种的富本節（位于常磐津节和清元节常磐津節谱系的中间位置）虽然在江户时代盛行一时，近代以来逐渐衰退，现在已经不再作为歌舞伎伴奏被使用。

#### 下座音乐
也被称为黒御帘音乐，因在被称为“黒御帘”的舞台下手侧的专业场所内演奏而得名。演奏者使用各种乐器创造不同效果音，如使用太鼓表现水边的声音，使用钲表现寺院的钟声等。
长呗也可以在舞台正面或上手侧设置雛段上，与出囃子一起演奏。义太夫节在床以外场所的演奏被称为出语（／）。常磐津和清元在被称作山台的台上演奏，一般常磐津的山台位于舞台下手，清元的山台则位于舞台上手（但据说清远的山台本来位于舞台下手）。一个剧目并不一定只有一种音乐类型，也有按顺序轮流演奏不同乐曲，或者是合奏的形式。例如在《京鹿子娘道成寺》中一开始由义太夫说唱，然后是长呗的演奏。在舞蹈剧《红叶狩》中则有常磐津节、长呗、义太夫节的轮流伴奏，这被称为三方轮奏（／）。长呗和净琉璃各流派，除了歌舞伎公演外，也参与日本舞的伴奏，并会单独举行演奏会。

## 演出

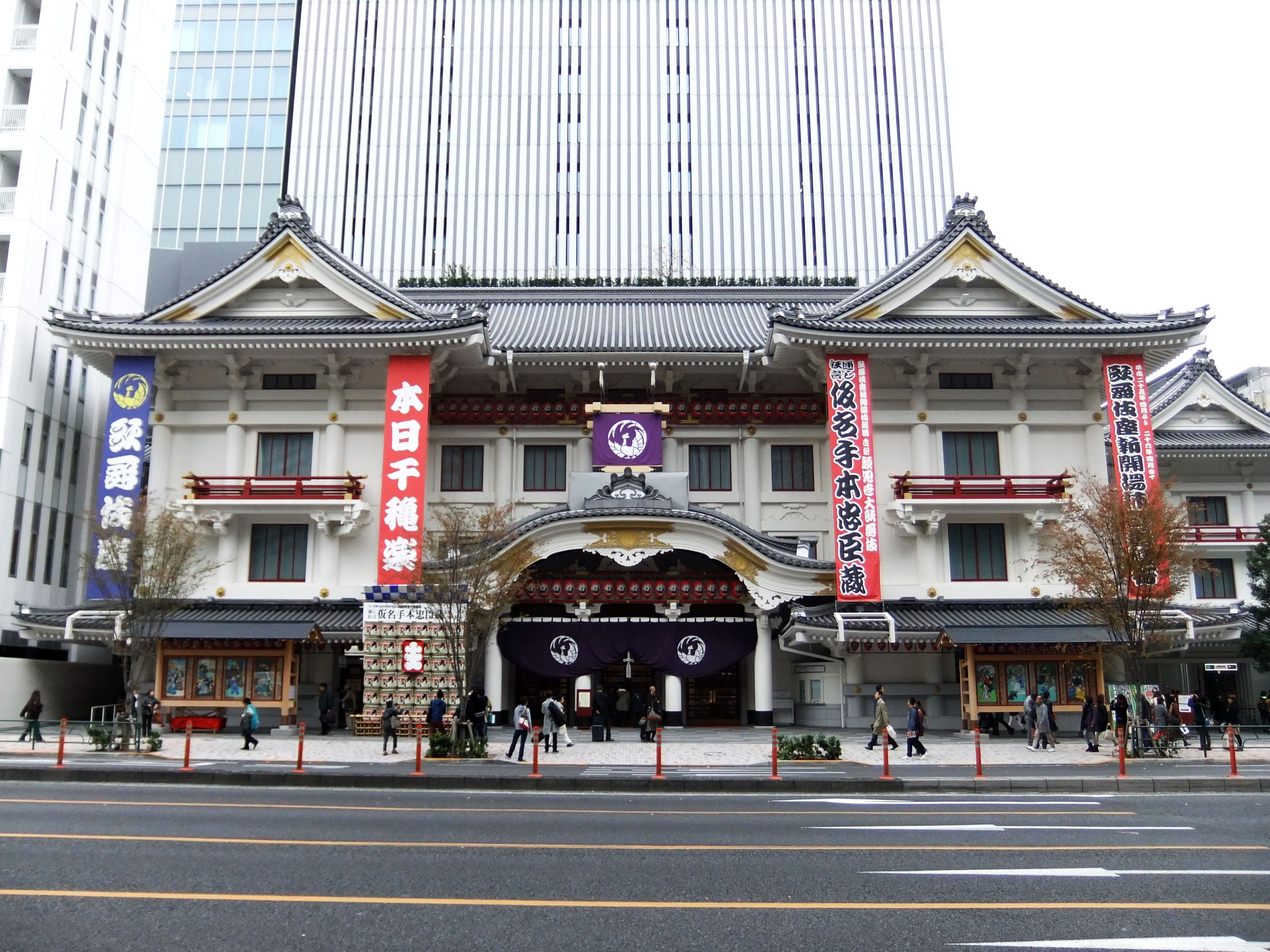
歌舞伎座（東京都中央区）

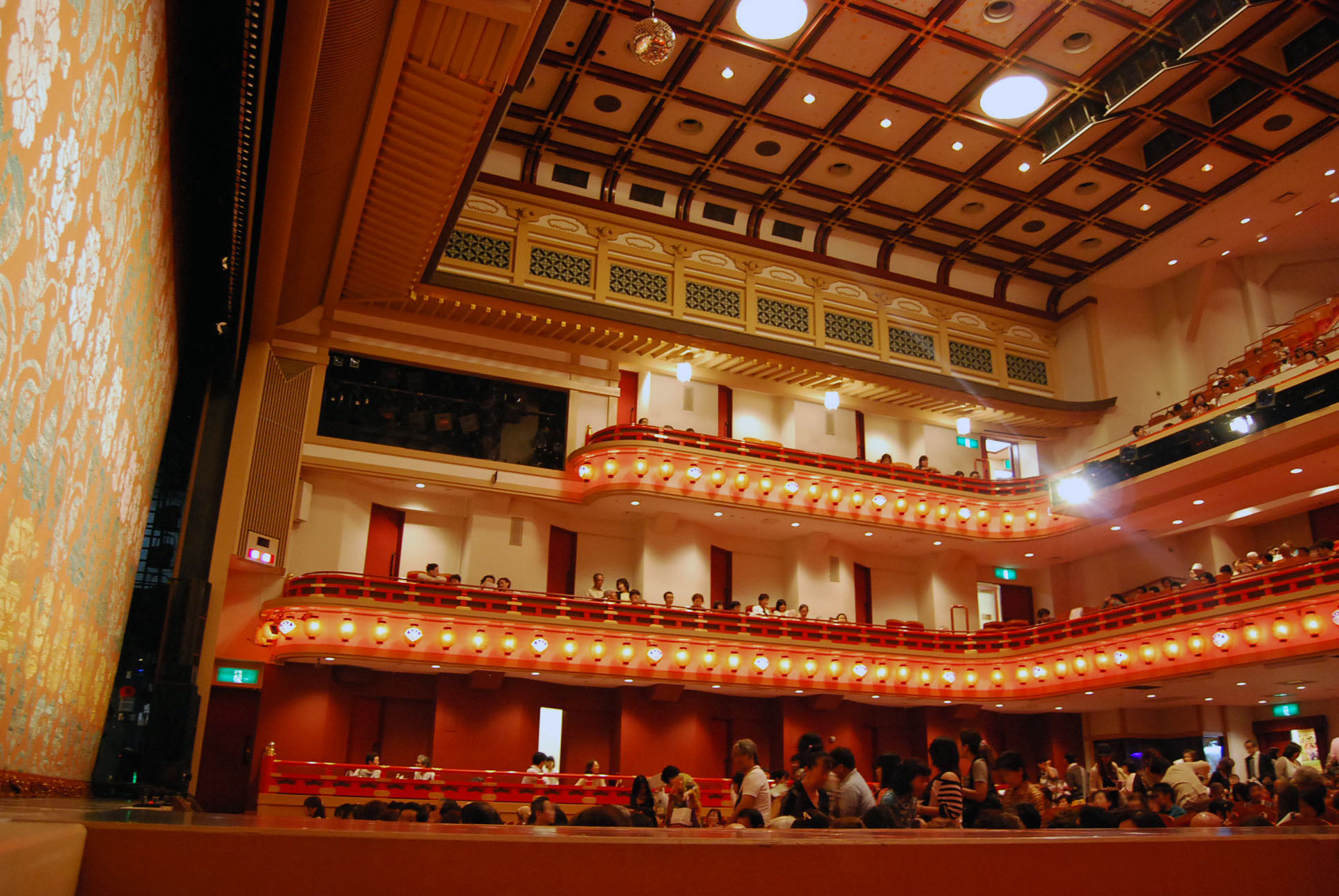
京都四條南座

### 剧场
截至2014年，歌舞伎演出基本被松竹独占。松竹举行的公演名称中多包含大歌舞伎或者花形歌舞伎的字样（如三月大歌舞伎），前者演员多为老戏骨，后者则以年轻演员为主。
除了专门上演歌舞伎的歌舞伎座外，还有定期或不定期上演歌舞伎的剧场。如在关东有新桥演舞场、国立剧场、明治座、日生剧场、浅草公会堂（新春浅草歌舞伎）。在日本其他地区则有大阪松竹座、南座、御园座、博多座、旧金比罗大芝居（金丸座）、内子座、永乐馆、康乐馆等。此外还有名为“松竹大歌舞伎”等的日本地方巡回公演。另外福冈县的嘉穗剧场、熊本县的八千代座也有歌舞伎演出。
不同剧场的演出安排各异，但也有类似的地方。
以歌舞伎座为例，公演以1个月为单位，每个月的公演除月末几天外大致在25天左右，一般在公演期间不设休演日。
公演一般为二部制（亦有三部制或四部制的情况），即午前部和午后部，每部包含数个剧目，各剧目一般为经典作品选段。午前部从上午11时开始至下午4时左右，午后部从下午4时30分开始至晚上9时左右。结束时间因演出内容而异。
入场票一般以部为单位销售。同时也有可廉价观看表演的一幕见席票，这种票只能观看一场剧目中的一幕。
剧场内售有助于理解剧情的梗概书，还可以付费借贷讲解机和字幕机。
梗概书包含各上演剧目的梗概。字幕机则可以实时显示演员的台词。
歌舞伎座1975年（昭和50年）11月的歌舞伎座顔見世公演开始导入讲解机。通过讲解机可以收听剧场内无线广播的日语或英语实时解说。解说包含剧情梗概、角色、服饰、道具和独特设定等内容。此外还会在各剧目之间介绍此选段前后的情节梗概。

### 其他歌舞伎
除一般的歌舞伎剧团外，还存在以下较为特殊的演出团体：
- 超级歌舞伎：1986年，由第三代市村猿之助（第二代市村猿翁）开创的现代风格歌舞伎，以重视明治时代以后多被轻视的彩活，迎合现代价值观为特色。多在新桥演舞场上演。第三代猿之助在袭名第二代市村猿翁后事实隐退，由第四代市村猿之助继承并以《超级歌舞伎II》的名义继续发扬超级歌舞伎。
- Cocoon歌舞伎：在位于涩谷的Bunkamura的剧场Cocoon中进行的歌舞伎公演。以赋予古典的歌舞伎剧目新要素为特色，例如使用电吉他和古典管弦乐代替下座音乐。
- 平成中村座：由第十八代中村勘三郎和演出家串田和美主导，在浅草的隅田公園设立的临时剧场，江户时代的中村座为原型。勘三郎逝世后长男第六代中村勘九郎继承座主，2014年7月在纽约举办复活公演[参 87]。
- 前进座：除歌舞伎公演外，还有历史剧、现代剧以及儿童音乐会等演出。除每年5月在国立剧场的主要公演外，还有在南座的初春公演、2月国立文乐剧场公演、初春和秋季的前进座剧场公演以及秋季的名古屋公演等。除都市外，前进座也积极举行地方巡回公演。
- 超歌舞伎：在2016年《Niconico超会议2016》中首演的公演。运用NTT的最新技术，让虚拟歌姬初音未来和第二代中村狮童等歌舞伎演员同台公演。2019年8月在京都南座举行了公演[参 88]。
- 六本木歌舞伎：以第十一代市川海老藏为主导的新作歌舞伎公演，三池崇史参与演出。在2017年的六本木歌舞伎《座头市》中，女演员寺岛忍饰了演盲眼少女和花魁[参 89]。
- 西斯汀歌舞伎：在展示复制画的德岛县鸣门市大冢国际美术馆的西斯汀馆进行的公演。2009年出演以来几乎每年定期演出。上演水口一夫创作的以“和与洋的协作”为主题的新作品。
- 1955年至1983年，东宝也运营过歌舞伎演出。
- 在歌舞伎以外的剧团新派的公演中也有许多歌舞伎演员登场。

#### 地芝居

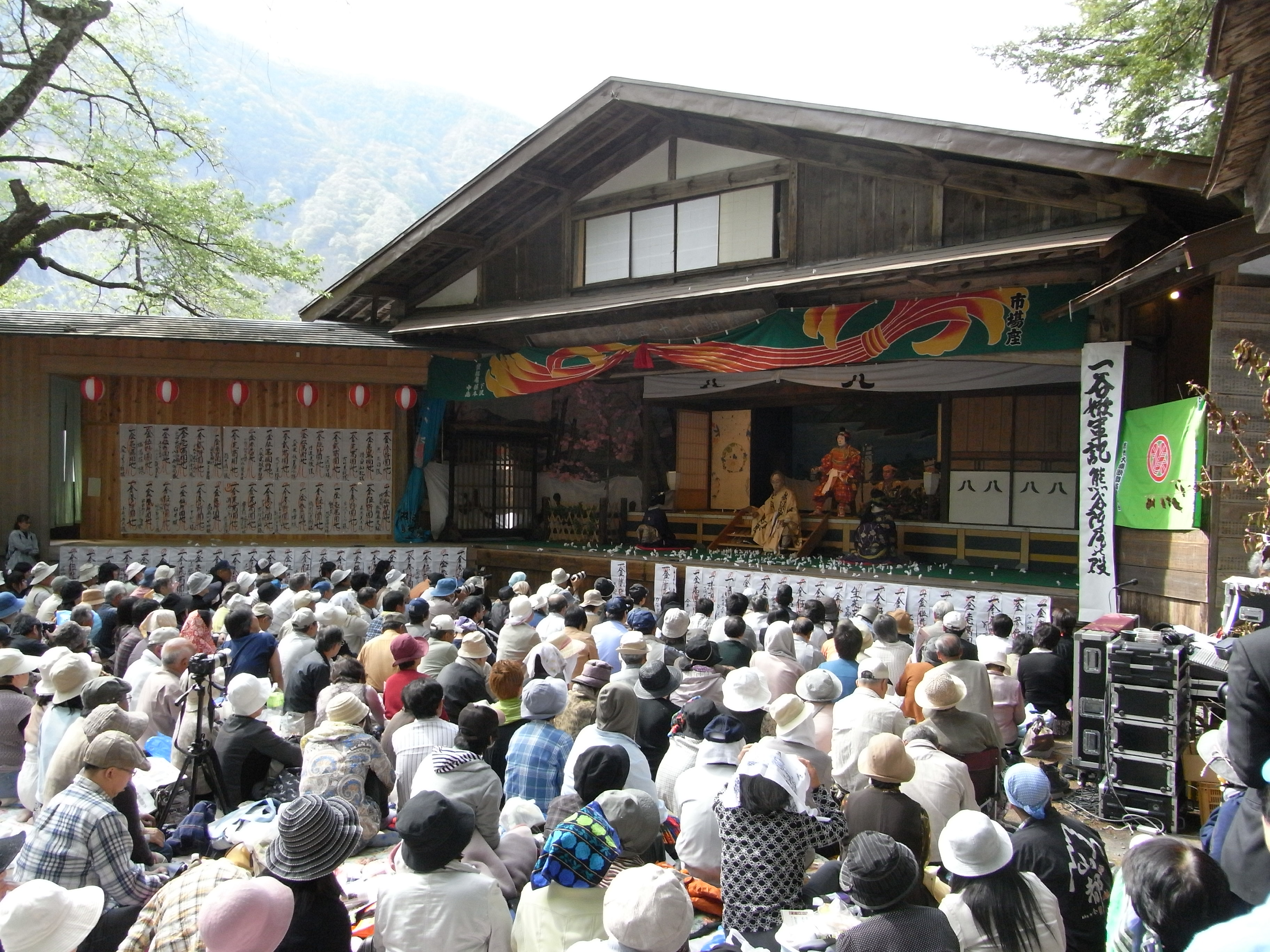
日本长野县下伊那郡大鹿村的大鹿歌舞伎，是具有代表性的地芝居之一。图中正在上演的是《一谷嫩军记》。

除专业演员进行的公演外，作为地域居民祭礼的奉纳的一环，遵循江户时代传统的剧目也在日本各地上演。这些演出被称为地芝居（／），以歌舞伎和人形净琉璃为主。其中既有在农村上演的农村歌舞伎，也有像曳山祭的剧场那样在城市上演的地芝居。地芝居的剧目多与职业演员的公演重合，可见职业演员的影响之大。不过其中也包含富有地方特色的独有剧目。

## 备注
1. ↑  据《日本国語大辞典》，“狂言”原指另一种喜剧表演，江户时代成为戏剧的通称，第二次世界大战后其原义得到恢复，与能合称“能乐”。因此在现代，根据语境，“狂言”既可指能乐的一种，也可指歌舞伎，后者一般称“歌舞伎狂言”。
2. ↑  此说可见于吉川弘文馆国史大辞典等处。
3. ↑  另《日本大百科全书》有享保2年（1717年）一说。
4. ↑  《日本大百科全书》记述的具体时间为1666年。
5. ↑  “无间之钟”是指位于远江国的无间山观音寺的钟，濑川菊之丞还根据此钟创作了其他舞蹈作品。
6. ↑  即浅草圣天町。是丹波园部藩下屋敷被充公后的遗迹。位于现在的日本东京浅草六丁目一代。
7. ↑  “活历”一词最早出现在针对上述新政府要求的新闻评论中。参见岩波新書661『歌舞伎の歴史』，第7章「狂気と英雄」p157。
8. ↑  平成17年（2005年），第三代中村雁治郎进行了关西歌舞伎时隔231年的大名迹袭名，继承了坂田藤十郎的名迹。
9. ↑  公约在2003年联合国教科文组织第32次大会上通过，2006年4月生效。
10. ↑  《劝进帐》被认为是最早的松羽目物。在它之前虽然也有《京鹿子娘道成寺》这样从能剧目获得灵感的作品，但由于表演形式与能差异很大，因此不能被称为松羽目物
11. ↑  歌舞伎有“一番太鼓二番鸡”的说法。在歌舞伎开场时会击打太鼓，因此这句话的意思是在清晨第一次鸡鸣之前歌舞伎就开演了。参见吉川弘文馆国史大辞典，歌舞伎词条。
12. ↑  之所以没有夜场，是因为当时 的歌舞伎只能靠天井投射的太阳光照明。明治初年引入煤气灯后方才有夜间演出。
13. ↑  有时也会将人物假托成另一个历史人物。这种情况可能有些难度。例如《假名手本宠臣藏》中的高师直，如果直到吉良义央与高家的关系，就能知道这一人物其实真正指代的是吉良义央。
14. ↑  喊的时刻往往已经约定俗成
15. ↑  2016年移籍新派，袭名第二代喜多村绿郎。
16. ↑  2017年移籍新派，艺名改为河合雪之丞。
17. ↑  本舞台上的距离和时间是真实的，花道上则带有艺术夸张。例如在《劝进帐》中，义经一行人从登场至本舞台虽然只花了几分钟，却代表了从京都到安宅的路程和时间。弁庆最后用飞六方从花道退场时，也是用花道并不长的距离来表现弁庆跑过的路。
18. ↑  例如《妹背山妇女庭训》第三段山之段。
19. ↑  例如《东海道四谷怪谈》
20. ↑  例如《伽罗先代萩》的床下场。在《楼门五三桐》和《青砥稿花红彩画》中也有这样的表演
21. ↑  因此这些剧场曾在明治初年左右被称为卷幕剧场。

### 国际机构
- 歌舞伎 （页面存档备份，存于）在联合国教科文组织世界非物质文化遗产目录上

### 相关团体
- 日本演员协会 （页面存档备份，存于）
- 日本传统歌舞伎保存会 （页面存档备份，存于）
- 歌舞伎on the web （页面存档备份，存于）
- 财团法人 长呗协会 （页面存档备份，存于）
- 日本歌舞伎音乐专从者协会 （页面存档备份，存于）

### 研究机构
- 演剧博物馆“歌舞伎浮世绘画廊” （页面存档备份，存于）

### 其他文章參考
- 歌舞伎入門小知識 （页面存档备份，存于）（中文）